# Обзор законов об оружии по странам
Зако́ны и поли́тика в отноше́нии огнестре́льного ору́жия (регули́рование оборо́та огнестре́льного ору́жия или контро́ль за ору́жием) — список законов и условий, регулирующих производство, продажу, передачу, владение, хранение, внесение изменений в конструкцию, а также использование огнестрельного оружия гражданскими лицами.
В некоторых странах разрешено хранить и носить огнестрельное оружие. Страны, регулирующие доступ к огнестрельному оружию, обычно ограничивают доступ к некоторым его категориям, а также определяют круг лиц, которым может быть выдана лицензия на доступ к такому оружию. Существуют отдельные лицензии для охоты, спортивной стрельбы (например, стрельбы по мишеням), самообороны, коллекционирования и скрытого ношения. Разные типы лицензий, как правило, имеют различающиеся требования для их получения, допустимые категории оружия, а также условия его хранения и применения.
Законы об оружии обычно принимают с целью сокращения использования стрелкового оружия в преступной деятельности, определяя оружие, которое считается способным нанести наибольший ущерб и которое легче всего скрыть, например пистолеты и другое короткоствольное оружие. В число лиц, которым ограничен законный доступ к огнестрельному оружию, могут входить люди, не достигшие определённого возраста или имеющие судимости. В выдаче лицензии на огнестрельное оружие может быть отказано тем, кто, по мнению экспертов, подвержен наибольшему риску причинения вреда себе или окружающим. Например, лицам с историей домашнего насилия, алкоголизма, наркомании, психических расстройств, депрессии или попыток самоубийства. Лица, претендующие на получение лицензии на огнестрельное оружие, должны показать свою компетентность, пройдя курс по безопасности обращения с ним, и иметь безопасное место для его хранения.
Законодательство, ограничивающее стрелковое оружие, может распространяться и на другие виды оружия, такие как взрывчатые вещества, арбалеты, холодное оружие, электрошоковое оружие, пневматическое оружие. Оно также может ограничивать использование тех или иных частей огнестрельного оружия, в частности, магазинов повышенной ёмкости, прицелов (прицельных комплексов) ночного видения и приспособлений для бесшумной стрельбы (глушителей). Могут существовать ограничения на количество или виды приобретаемых боеприпасов. Ввиду глобального масштаба данной статьи подробное освещение всех этих вопросов невозможно. Вместо этого в статье будет сделана попытка кратко описать оружейное законодательство каждой страны в отношении использования и владения стрелковым оружием гражданскими лицами.
Право на ношение оружия предусматривают конституции только трёх стран: Гватемалы, Мексики и США. При этом жители США, составляя около 4 % мирового населения, владеют 46 % мирового запаса гражданского огнестрельного оружия.

## Словарь и терминология
Формулировка термина «огнестрельное оружие» в законах об оружии разных стран может различаться.
Страны, в своей политике по отношению к оружию, могут быть распределены по следующим группам:
- Йемен и большинство штатов США не требуют никаких разрешений на приобретение большинства видов огнестрельного оружия. Это означает, что любое лицо, не имеющее запрета на владение оружием, может приобрести его у лицензированных дилеров.
- Некоторые страны, включая Австрию, Лихтенштейн и Швейцарию, частично лицензированы. Это означает, что любое лицо, не имеющее запрета на владение оружием, может приобрести у лицензированных дилеров полуавтоматические винтовки и переламывающиеся ружья, а разрешение требуется только для пистолетов и автоматического огнестрельного оружия.
- В некоторых странах разрешено владение огнестрельным оружием без веской причины или с простым объяснением причины. Например, в Австрии, хоть закон и требует наличия веской причины для получения лицензии на оружие, домашняя самооборона считается веским основанием. Канада и Новая Зеландия не требуют наличия веских причин для приобретения большинства видов длинноствольного оружия, но требуют их для компактного коротко ствольного оружия, такого как пистолеты.
- В некоторых странах для получения лицензии на огнестрельное оружие требуется веская причина. В странах, таких как Польша или Мальта, список веских причин и условий, которые должны быть выполнены, прямо указан в законе, в то время как в других странах, таких как Кения или Великобритания, закон не определяет, что является веской причиной, оставляя это на усмотрение властей. В странах, таких как Китай, Япония и Мьянма, только очень ограниченному числу людей разрешено владеть огнестрельным оружием.
- В нескольких странах, включая Камбоджу, Эритрею и Соломоновы острова, владение огнестрельным оружием гражданскими лицами полностью запрещено.

## Сравнение

Владение пистолетами по странам:
Разрешение не требуется – разрешения или лицензии не требуются для приобретения пистолетов
Разрешено при наличии разрешения – не требуется веская причина или простое заявление о причине
Разрешено при наличии разрешения – веская причина (например, лицензия на спортивную стрельбу или доказательство опасности для жизни)
Запрещено с исключениями или запрещено на практике – выдаётся мало лицензий
Запрещено - гражданским лицам запрещено приобретение пистолетов

В этом разделе используются термины обязательная выдача и возможная выдача, которые отчасти являются специфическими и определены в системе правил огнестрельного оружия в США.
Обязательная выдача — предоставление необходимой лицензии или разрешения зависит только от соблюдения определённых критериев, изложенных в законе; орган, выдающий лицензию, не имеет права по своему усмотрению отказывать в выдаче лицензии.
Возможная выдача — предоставление необходимого разрешения или лицензии частично находится на усмотрении местных властей. Обжалование отказа в выдаче лицензии может быть как разрешено, так и нет.

Владение длинноствольным оружием по странам:
Разрешение не требуется как для автоматического, так и для полуавтоматического длинноствольного оружия
Частично лицензировано – повторяющееся длинноствольное оружие без разрешения, полуавтоматическое с разрешением.
Разрешено при наличии разрешения – не требуется веская причина или простое заявление о причине^{1}
Разрешено при наличии разрешения – веская причина (например, лицензия на спортивную стрельбу или доказательство опасности для жизни)^{1}
Запрещено с исключениями или запрещено на практике – выдаётся мало лицензий
Запрещено - гражданским лицам запрещено приобретение длинноствольного оружия
^{1}Некоторые страны из этих категорий могут вводить дополнительные ограничения или запрещать полуавтоматическое длинноствольное оружие

| Страна                           | Частные лица                                               | Личная защита                                      | Открытое ношение                                      | Скрытое ношение                                                                             | Ношение без разрешения                                        | Полностью автоматическое огнестрельное оружие                                                                       | Ёмкость не ограничена                                 | Без проверок                                                                 | Без регистрации                                                              | Максимальное наказание                                                  |
| -------------------------------- | ---------------------------------------------------------- | -------------------------------------------------- | ----------------------------------------------------- | ------------------------------------------------------------------------------------------- | ------------------------------------------------------------- | --- | ----------------------------------------------------- | ---------------------------------------------------------------------------- | ---------------------------------------------------------------------------- | ----------------------------------------------------------------------- |
| Аргентина                        | Да – обязательная выдача                                   | Да – обязательная выдача                           | Возможная выдача — нужна конкретная причина           | Возможная выдача — нужна конкретная причина                                                 | Нет                                                           | Нет |                                                       | Нет                                                                          | Нет                                                                          | 3 года; 6 за запрещённое оружие                                         |
| Австралия                        | Да — возможная выдача                                      | Нет                                                | Нет                                                   | Нет                                                                                         | Нет                                                           | Возможная выдача — запрещено                                                                                        | Нет                                                   | Нет                                                                          | Нет                                                                          | Определяется судами                                                     |
| Австрия (ЕС)                     | Да — обязательная выдача                                   | Да — обязательная выдача                           | Автоматическое в случае разрешения на ношение         | Обязательная выдача — если доказано наличие достоверной угрозы или для неслужебного ношения | Нет, с исключениями                                           | Возможная выдача – запрещено                                                                                        | Да                                                    | Оружие, изготовленное до 1871 года, и некоторые виды оружия с чёрным порохом | Оружие, изготовленное до 1871 года, и некоторые виды оружия с чёрным порохом | 2 года                                                                  |
| Багамские острова                | Да — возможная выдача                                      | Да — возможная выдача                              | Да — возможная выдача                                 | Да — возможная выдача                                                                       | Нет                                                           | Возможная выдача – запрещено                                                                                        |                                                       | Нет                                                                          | Нет                                                                          | 7 лет                                                                   |
| Босния и Герцеговина             | Да — возможная выдача                                      | Да — возможная выдача                              | Да — возможная выдача                                 | Да — возможная выдача                                                                       |                                                               | |                                                       | Нет                                                                          | Нет                                                                          |                                                                         |
| Ботсвана                         | Нет                                                        | Возможная выдача – запрещено                       | Нет                                                   | Нет                                                                                         | Нет                                                           | Нет |                                                       | Нет                                                                          | Нет                                                                          | 10 лет                                                                  |
| Бразилия                         | Да — возможная выдача                                      | Возможная выдача – запрещено                       | Нет                                                   | Нет                                                                                         | Нет                                                           | Да — возможная выдача (в целях коллекционирования с моделями произведёнными более 90 лет)                           | Нет                                                   | Нет                                                                          | Нет                                                                          | 3 года; 6 за запрещённое оружие                                         |
| Бруней                           | Возможная выдача – запрещено                               | Нет                                                | Нет                                                   | Нет                                                                                         | Нет                                                           | Нет | Нет                                                   | Нет                                                                          | Нет                                                                          |                                                                         |
| Бурунди                          | Возможная выдача — нужна конкретная причина                | Возможная выдача — нужна конкретная причина        | Возможная выдача — нужна конкретная причина           | Возможная выдача — нужна конкретная причина                                                 | Нет                                                           | Нет |                                                       | Нет                                                                          | Нет                                                                          |                                                                         |
| Канада                           | Да – обязательная выдача                                   | Возможная выдача – запрещено                       | Нет                                                   | Возможная выдача – запрещено                                                                | Нет                                                           | Только до 1978 года                                                                                                 | Частично                                              | Нет                                                                          | только незапрещенное                                                         | 10 лет                                                                  |
| Камбоджа                         | Нет                                                        | Нет                                                | Нет                                                   | Нет                                                                                         | Нет                                                           | Нет | Нет                                                   | Нет                                                                          | Нет                                                                          | 2 года                                                                  |
| Чили                             | Да — возможная выдача                                      | Возможная выдача – запрещено                       | Возможная выдача – запрещено                          | Возможная выдача – запрещено                                                                | Возможная выдача – запрещено                                  | Нет | Лицензии на самооборону                               | Нет                                                                          | Нет                                                                          | 10 лет                                                                  |
| Китай                            | Возможная выдача – запрещено                               | Нет                                                | Нет                                                   | Нет                                                                                         | Нет                                                           | Нет |                                                       | Нет                                                                          | Нет                                                                          | 7 лет                                                                   |
| Колумбия                         | Да — возможная выдача                                      | Да — возможная выдача                              | Действует мораторий с небольшими исключениями         | Действует мораторий с небольшими исключениями                                               | Нет                                                           | Возможная выдача – запрещено                                                                                        |                                                       | Нет                                                                          | Нет                                                                          |                                                                         |
| Коста Рика                       | Да – обязательная выдача                                   | Да – обязательная выдача                           | Нет                                                   | Да – обязательная выдача                                                                    | Нет                                                           | Нет | Нет, кроме боеприпасов кольцевого воспламенения       | Нет                                                                          | Нет                                                                          |                                                                         |
| Хорватия (ЕС)                    | Да – обязательная выдача                                   | Да — возможная выдача                              | Нет                                                   | Да – обязательная выдача                                                                    | Нет                                                           | Нет | Да                                                    | Нет                                                                          | Нет                                                                          | 60 дней                                                                 |
| Кипр (ЕС)                        | Да — только дробовики                                      | Да — только дробовики                              | Возможная выдача – запрещено                          | Нет                                                                                         | Нет                                                           | Нет |                                                       | Нет                                                                          | Нет                                                                          |                                                                         |
| Чехия (ЕС)                       | Да — обязательная выдача                                   | Да — обязательная выдача                           | Только профессионалам                                 | Да — обязательная выдача                                                                    | Нет за исключением двухдульных пистолетов с капсюльным замком | Возможная выдача – запрещено                                                                                        | Да                                                    | Нет                                                                          | Нет                                                                          | 2 года (8 в особых случаях)                                             |
| Острова Кука                     | Нет (действует мораторий)                                  | Нет                                                | Нет                                                   | Нет                                                                                         | Нет                                                           | Нет | Нет                                                   | Нет                                                                          | Нет                                                                          |                                                                         |
| Дания (ЕС)                       | Да — возможная выдача                                      | Нет                                                | Нет                                                   | Нет                                                                                         | Нет                                                           | Нет | Короткоствольное огнестрельное оружие без ограничений | Нет                                                                          | Только дробовики до 2001 года                                                | 1 год (минимум)                                                         |
| Джибути                          | Возможная выдача – запрещено                               | Возможная выдача – запрещено                       |                                                       |                                                                                             | Нет                                                           | |                                                       |                                                                              |                                                                              |                                                                         |
| Восточный Тимор                  | Нет                                                        | Нет                                                | Нет                                                   | Нет                                                                                         | Нет                                                           | Нет | Нет                                                   | Нет                                                                          | Нет                                                                          | 1 год                                                                   |
| Египет                           | Да — возможная выдача                                      | Да — возможная выдача                              | Да — возможная выдача                                 | Да — возможная выдача                                                                       | Нет                                                           | |                                                       | Некоторые должностные лица, военный и полицейский личный состав              | Нет                                                                          | вплоть до пожизненного заключения                                       |
| Сальвадор                        | Да – обязательная выдача                                   | Да – обязательная выдача                           |                                                       | Да – обязательная выдача                                                                    | Нет                                                           | Нет |                                                       | Нет                                                                          | Нет                                                                          | 5 лет                                                                   |
| Эритрея                          | Нет                                                        | Нет                                                | Нет                                                   | Нет                                                                                         | Нет                                                           | Нет | Нет                                                   | Нет                                                                          | Нет                                                                          |                                                                         |
| Эфиопия                          | Да — возможная выдача                                      | Да — возможная выдача                              | Нет                                                   | Да — возможная выдача                                                                       | Нет                                                           | Возможная выдача |                                                       | Нет                                                                          | Нет                                                                          |                                                                         |
| Эстония (ЕС)                     | Да — обязательная выдача                                   | Да — обязательная выдача                           | Нет                                                   | Да — обязательная выдача (без патрона в патроннике — кроме револьверов)                     | Нет                                                           | Обязательная выдача — членам Союза обороны вне службы                                                               |                                                       | Нет                                                                          | Нет                                                                          | 3 года                                                                  |
| Фиджи                            | Нет (действует мораторий)                                  | Нет                                                | Нет                                                   | Нет                                                                                         | Нет                                                           | Нет | Нет                                                   | Нет                                                                          | Нет                                                                          |                                                                         |
| Финляндия (ЕС)                   | Да – обязательная выдача                                   | Нет                                                | Нет                                                   | Нет                                                                                         | Нет                                                           | Возможная выдача – запрещено                                                                                        |                                                       | Нет                                                                          | Нет                                                                          | 2 года                                                                  |
| Франция (ЕС)                     | Да – обязательная выдача                                   | Возможная выдача – запрещено                       | Нет                                                   | Возможная выдача – запрещено                                                                | Нет                                                           | Нет | Нет                                                   | Нет                                                                          | Нет                                                                          | 7 лет                                                                   |
| Гамбия                           | Да — возможная выдача                                      | Да — возможная выдача                              | Да — возможная выдача                                 | Да — возможная выдача                                                                       | Нет                                                           | Нет |                                                       | Нет                                                                          | Нет                                                                          | 10 лет                                                                  |
| Германия (ЕС)                    | Да — возможная выдача                                      | Возможная выдача – запрещено                       | Возможная выдача – запрещено                          | Возможная выдача – запрещено                                                                | Нет                                                           | Нет | Да                                                    | Нет                                                                          | Нет                                                                          | 10 лет                                                                  |
| Гуам                             | Да – обязательная выдача                                   | Да – обязательная выдача                           | Да – обязательная выдача                              | Да – обязательная выдача                                                                    | Нет                                                           | Нет |                                                       | Нет                                                                          | Нет                                                                          |                                                                         |
| Гайана                           | Да — возможная выдача                                      | Да — возможная выдача                              |                                                       |                                                                                             | Нет                                                           | Возможная выдача – запрещено                                                                                        |                                                       | Нет                                                                          | Нет                                                                          | 10 лет                                                                  |
| Гватемала                        | Да – обязательная выдача                                   | Да — возможная выдача                              | Нет                                                   | Да – обязательная выдача                                                                    | Нет                                                           | Нет |                                                       | Нет                                                                          | Нет                                                                          | 15 лет                                                                  |
| Гондурас                         | Да – обязательная выдача                                   | Да – обязательная выдача                           | Нет                                                   | Нет                                                                                         | Нет                                                           | Нет |                                                       | Нет                                                                          | Нет                                                                          | 10 лет                                                                  |
| Венгрия (ЕС)                     | Да                                                         | Возможная выдача – запрещено                       | Только профессионалам                                 | Возможная выдача – запрещено                                                                | Нет                                                           | Нет |                                                       | Нет                                                                          | Нет                                                                          | 8 лет                                                                   |
| Исландия                         | Да — возможная выдача                                      | Нет                                                | Нет                                                   | Нет                                                                                         | Нет                                                           | Нет |                                                       | Нет                                                                          | Нет                                                                          | 4 года                                                                  |
| Индия                            | Да — возможная выдача                                      | Да — возможная выдача                              | Нет                                                   | Да — возможная выдача                                                                       | Нет                                                           | Нет | Нет                                                   | Нет                                                                          | Нет                                                                          | вплоть до пожизненного заключения                                       |
| Индонезия                        | Возможная выдача – запрещено                               | Возможная выдача – запрещено                       |                                                       | Возможная выдача – запрещено                                                                | Нет                                                           | Нет |                                                       | Нет                                                                          | Нет                                                                          | 20 лет или смерть                                                       |
| Ирак                             | Да – обязательная выдача                                   | Да – обязательная выдача                           | Да – обязательная выдача                              | Да – обязательная выдача                                                                    | Нет                                                           | Да |                                                       | Нет                                                                          | Нет                                                                          |                                                                         |
| Иран                             | Возможная выдача – запрещено                               | Возможная выдача – запрещено                       | Возможная выдача – запрещено                          | Возможная выдача – запрещено                                                                | Нет                                                           | |                                                       | Нет                                                                          | Нет                                                                          |                                                                         |
| Ирландия (ЕС)                    | Да — возможная выдача                                      | Нет                                                |                                                       |                                                                                             |                                                               | Нет |                                                       | Нет                                                                          | Нет                                                                          |                                                                         |
| Израиль                          | Да — возможная выдача                                      | Возможная выдача — нужна конкретная причина        | Возможная выдача — нужна конкретная причина           | Возможная выдача — нужна конкретная причина                                                 | Нет                                                           | Нет |                                                       | Нет                                                                          | Нет                                                                          | 10 лет                                                                  |
| Италия (ЕС)                      | Да – обязательная выдача                                   | Да                                                 | Нет                                                   | Возможная выдача – запрещено                                                                | Нет                                                           | Нет | Да                                                    | Нет                                                                          | Нет                                                                          |                                                                         |
| Ямайка                           | Да — возможная выдача                                      | Да — возможная выдача                              | Да — возможная выдача                                 | Да — возможная выдача                                                                       | Нет                                                           | Нет |                                                       | Нет                                                                          | Нет                                                                          |                                                                         |
| Япония                           | Возможная выдача – запрещено                               | Нет                                                | Нет                                                   | Нет                                                                                         | Нет                                                           | Нет |                                                       | Нет                                                                          | Нет                                                                          | 15 лет                                                                  |
| Кения                            | Да — возможная выдача                                      |                                                    | Нет                                                   | Автоматическое в случае законного владения                                                  | Автоматическое в случае законного владения                    | Нет |                                                       | Нет                                                                          | Нет                                                                          | 15 лет                                                                  |
| Кирибати                         | Возможная выдача – запрещено                               | Нет                                                |                                                       |                                                                                             | Нет                                                           | Нет |                                                       | Нет                                                                          | Нет                                                                          |                                                                         |
| Косово                           | Да — возможная выдача                                      | Да — возможная выдача                              |                                                       |                                                                                             | Нет                                                           | |                                                       | Нет                                                                          | Нет                                                                          | 10 лет                                                                  |
| Кувейт                           | Да — возможная выдача                                      | Возможная выдача – запрещено                       |                                                       |                                                                                             |                                                               | Нет |                                                       | Нет                                                                          | Нет                                                                          |                                                                         |
| Лаос                             | Только государственные служащие                            | Только государственные служащие                    | Нет                                                   | Нет                                                                                         | Нет                                                           | |                                                       | Нет                                                                          | Нет                                                                          | 10 лет                                                                  |
| Ливан                            | Возможная выдача – запрещено                               |                                                    |                                                       |                                                                                             |                                                               | Нет |                                                       | Нет                                                                          |                                                                              |                                                                         |
| Лесото                           | Да — Возможная выдача                                      | Да — Возможная выдача                              |                                                       |                                                                                             | Нет                                                           | Нет |                                                       | Нет                                                                          | Нет                                                                          |                                                                         |
| Либерия                          | Возможная выдача – запрещено                               | Нет                                                | Нет                                                   | Нет                                                                                         | Нет                                                           | Нет |                                                       | Нет                                                                          | Нет                                                                          |                                                                         |
| Лихтенштейн (также в Швейцарии)) | Да – обязательная выдача                                   | Да — возможная выдача                              | Нет                                                   | Возможная выдача – запрещено                                                                | Нет                                                           | Нет | Да                                                    | Возможно — сведения о судимости обязательны для большинства сделок           | Некоторые классы огнестрельного оружия, например, охотничьи ружья (Ст. 10)   |                                                                         |
| Литва (ЕС)                       | Да – обязательная выдача                                   | Да – обязательная выдача                           | Нет                                                   | Да — обязательная выдача (без патрона в патроннике — кроме револьверов)                     | Нет                                                           | Нет | Да                                                    | Нет                                                                          | Нет                                                                          | 5 лет                                                                   |
| Малайзия                         | Возможная выдача – запрещено                               | Возможная выдача – запрещено                       | Возможная выдача – запрещено                          | Возможная выдача – запрещено                                                                | Нет                                                           | Нет |                                                       | Нет                                                                          | Нет                                                                          | 14                                                                      |
| Мальта (ЕС)                      | Да – обязательная выдача                                   | Нет                                                | Нет                                                   | Нет                                                                                         | Нет                                                           | Да – обязательная выдача (только до 1946 года)                                                                      |                                                       | Нет                                                                          | Нет                                                                          |                                                                         |
| Северные Марианские Острова      | Да – обязательная выдача                                   | Да – обязательная выдача                           | Автоматическое в случае законного владения            | Нет                                                                                         | Нет                                                           | | Нет                                                   | Нет                                                                          | 7 лет                                                                        |                                                                         |
| Монако                           | Да – обязательная выдача                                   |                                                    |                                                       |                                                                                             | Нет                                                           | |                                                       | Охотничьи ружья                                                              | Охотничьи ружья                                                              |                                                                         |
| Черногория                       | Да – обязательная выдача                                   | Да — возможная выдача                              | Да — возможная выдача                                 | Да — возможная выдача                                                                       | Старинное оружие (без патрон в патроннике)                    | Нет |                                                       | Нет                                                                          | Нет                                                                          |                                                                         |
| Монголия                         | Да — возможная выдача                                      | Да — возможная выдача                              | Да — возможная выдача                                 | Да — возможная выдача                                                                       | Нет                                                           | Да — возможная выдача                                                                                               |                                                       | Нет                                                                          | Нет                                                                          |                                                                         |
| Мозамбик                         | Возможная выдача – запрещено                               | Возможная выдача – запрещено                       |                                                       |                                                                                             | Нет                                                           | Нет |                                                       | Нет                                                                          | Нет                                                                          |                                                                         |
| Мьянма                           | Нет                                                        | Нет                                                | Нет                                                   | Нет                                                                                         | Нет                                                           | Нет | Нет                                                   | Нет                                                                          | Нет                                                                          | 7 лет                                                                   |
| Намибия                          | Да — возможная выдача                                      | Да — возможная выдача                              | Нет                                                   | Да — должно быть разряжено                                                                  | Нет                                                           | Нет |                                                       | Нет                                                                          | Нет                                                                          | 25 лет                                                                  |
| Науру                            | Нет                                                        | Нет                                                | Нет                                                   | Нет                                                                                         | Нет                                                           | Нет | Нет                                                   | Нет                                                                          | Нет                                                                          |                                                                         |
| Непал                            | Да — возможная выдача                                      | Да — возможная выдача                              | Да — возможная выдача                                 | Да — возможная выдача                                                                       | Нет                                                           | Нет |                                                       | Нет                                                                          | Нет                                                                          | 7 лет                                                                   |
| Нидерланды (ЕС)                  | Да — возможная выдача                                      | Нет                                                | Нет                                                   | Нет                                                                                         | Нет                                                           | Нет |                                                       | Нет                                                                          | Нет                                                                          | 1 год                                                                   |
| Новая Зеландия                   | Да — возможная выдача                                      | По усмотрению полиции, как правило, не допускается | Нет                                                   | Нет                                                                                         | Нет                                                           | Да — возможная выдача                                                                                               | Доступно только по лицензии категории E               | Нет                                                                          | Регистрация отдельных видов огнестрельного оружия                            | 2 года                                                                  |
| Нигерия                          | Да — возможная выдача                                      | Да — возможная выдача                              | Нет                                                   | Нет                                                                                         | Нет                                                           | Нет |                                                       | Нет                                                                          | Нет                                                                          | 5 лет                                                                   |
| Северная Корея                   | Нет                                                        | Нет                                                | Нет                                                   | Нет                                                                                         | Нет                                                           | Нет |                                                       | Нет                                                                          | Нет                                                                          | 20 лет или смерть                                                       |
| Северная Македония               | Да – обязательная выдача                                   | Да — возможная выдача                              | Нет                                                   | Нет                                                                                         | Нет                                                           | Нет |                                                       | Нет                                                                          | Нет                                                                          |                                                                         |
| Норвегия                         | Да                                                         | Возможная выдача – запрещено                       | Нет                                                   | Нет                                                                                         | Нет                                                           | Возможная выдача – запрещено                                                                                        |                                                       | Нет                                                                          | Нет                                                                          | 3 месяца                                                                |
| Пакистан                         | Да – обязательная выдача                                   | Да – обязательная выдача                           | Нет                                                   | Да – обязательная выдача                                                                    | Возможно — в сельской местности                               | Нет | Да                                                    | Нет                                                                          | Нет                                                                          | 7 лет                                                                   |
| Палау                            | Нет                                                        | Нет                                                | Нет                                                   | Нет                                                                                         | Нет                                                           | Нет | Нет                                                   | Нет                                                                          | Нет                                                                          |                                                                         |
| Папуа-Новая Гвинея               | Нет (действует мораторий)                                  | Нет                                                | Нет                                                   | Нет                                                                                         | Нет                                                           | Нет | Нет                                                   | Нет                                                                          | Нет                                                                          |                                                                         |
| Филиппины                        | Да — возможная выдача                                      | Да — возможная выдача                              | Да — возможная выдача                                 | Да — возможная выдача                                                                       | Нет                                                           | Нет |                                                       | Нет                                                                          | Нет                                                                          | 8 лет                                                                   |
| Польша (ЕС)                      | Да – обязательная выдача                                   | Возможная выдача — нужна конкретная причина        | Нет – только профессионалам                           | Автоматическое для самообороны и владельцев разрешения на стрельбу по мишеням               | Патроны без чёрного пороха произведённые до 1885 года         | Возможная выдача – запрещено                                                                                        | Да                                                    | Патроны без чёрного пороха произведённые до 1885 года                        | Патроны без чёрного пороха произведённые до 1885 года                        | 8 лет                                                                   |
| Пуэрто Рико                      | Да – обязательная выдача                                   | Нет                                                | Нет                                                   | Да — возможная выдача                                                                       | Нет                                                           | Нет | Да                                                    | Нет                                                                          | Нет                                                                          | 5 лет                                                                   |
| Румыния (ЕС)                     | Да — возможная выдача                                      | Возможная выдача – запрещено                       | Нет – только профессионалам                           | Возможная выдача – запрещено                                                                | Нет                                                           | Нет | Нет                                                   | Нет                                                                          | Нет                                                                          | 5                                                                       |
| Россия                           | Да — возможная выдача                                      | Да — возможная выдача                              | Да — возможная выдача                                 | Да — должно быть разряжено                                                                  | Нет                                                           | Нет | Нет                                                   | Нет                                                                          | Нет                                                                          | 8 лет                                                                   |
| Руанда                           | Да — возможная выдача                                      | Да — возможная выдача                              | Да — возможная выдача                                 | Да — возможная выдача                                                                       | Нет                                                           | Нет |                                                       | Нет                                                                          | Нет                                                                          |                                                                         |
| Американское Самоа               | Да – обязательная выдача                                   | Да – обязательная выдача                           | Нет                                                   | Нет                                                                                         | Нет                                                           | Нет |                                                       | Нет                                                                          | Нет                                                                          |                                                                         |
| Сенегал                          | Да — возможная выдача                                      | Да — возможная выдача                              |                                                       |                                                                                             | Нет                                                           | |                                                       | Нет                                                                          | Нет                                                                          | [ 17 ]                                                                  |
| Сербия                           | Да – обязательная выдача                                   | Да – обязательная выдача                           | Нет – только профессионалам                           | Возможная выдача — нужна конкретная причина                                                 | Нет                                                           | Нет |                                                       | Нет                                                                          | Нет                                                                          | 5 лет                                                                   |
| Сьерра Леоне                     | Да — возможная выдача                                      | Да — возможная выдача                              | Да — возможная выдача                                 | Да — возможная выдача                                                                       | Нет                                                           | Нет |                                                       | Нет                                                                          | Нет                                                                          |                                                                         |
| Сингапур                         | Возможная выдача – запрещено                               | Возможная выдача – запрещено                       | Возможная выдача – запрещено                          | Возможная выдача – запрещено                                                                | Нет                                                           | Возможная выдача – запрещено                                                                                        |                                                       | Нет                                                                          | Нет                                                                          | 14 лет                                                                  |
| Словакия (ЕС)                    | Да – обязательная выдача                                   | Да — возможная выдача                              | Нет                                                   | Возможная выдача — нужна конкретная причина                                                 | Нет                                                           | Возможная выдача - запрещено                                                                                        |                                                       | Возможная выдача – запрещено                                                 | Нет                                                                          |                                                                         |
| Словения                         | Да — возможная выдача                                      | Да — возможная выдача                              |                                                       | Возможная выдача – запрещено                                                                |                                                               | Нет | Нет                                                   | Нет                                                                          | Нет                                                                          |                                                                         |
| Соломоновы острова               | Нет (действует мораторий)                                  | Нет                                                | Нет                                                   | Нет                                                                                         | Нет                                                           | Нет | Нет                                                   | Нет                                                                          | Нет                                                                          |                                                                         |
| Южная Африка                     | Да — возможная выдача                                      | Возможная выдача — нужна конкретная причина        | Нет                                                   | Автоматическое в случае законного владения                                                  | Автоматическое в случае законного владения                    | Возможная выдача – запрещено                                                                                        | Да                                                    | Нет                                                                          | Нет                                                                          | 15 лет                                                                  |
| Южная Корея                      | Да — возможная выдача                                      | Нет                                                | Нет                                                   | Нет                                                                                         | Нет                                                           | Нет |                                                       | Нет                                                                          | Нет                                                                          | 3-15 лет (с 13 сентября,2019)                                           |
| Испания                          | Да — возможная выдача                                      | Возможная выдача – запрещено                       | Нет                                                   | Возможная выдача – запрещено                                                                | Нет                                                           | Нет | Нет                                                   | Нет                                                                          | Нет                                                                          |                                                                         |
| Суринам                          | Да — возможная выдача                                      | Да — возможная выдача                              | Нет                                                   | Нет                                                                                         | Нет                                                           | Нет |                                                       | Нет                                                                          | Нет                                                                          |                                                                         |
| Швейцария                        | Да – обязательная выдача                                   | Да — возможная выдача                              | Нет                                                   | Возможная выдача – запрещено                                                                | Нет                                                           | Нет | Да                                                    | Возможно — сведения о судимости обязательны для большинства покупок          | Некоторые классы огнестрельного оружия, например охотничьи ружья (Ст. 10)    | 5 лет                                                                   |
| Свазиленд                        | Да — возможная выдача                                      | Да — возможная выдача                              |                                                       |                                                                                             | Нет                                                           | Нет |                                                       | Нет                                                                          | Нет                                                                          |                                                                         |
| Швеция                           | Да — возможная выдача                                      | Возможная выдача – запрещено                       | Нет                                                   | Возможная выдача – запрещено                                                                | Нет                                                           | Только специальная модель, K-pist m/45 "Шведский K"                                                                 | Да                                                    | Нет                                                                          | Нет                                                                          |                                                                         |
| Тайвань                          | Возможная выдача – запрещено                               | Возможная выдача - запрещено                       |                                                       |                                                                                             |                                                               | |                                                       | Нет                                                                          |                                                                              |                                                                         |
| Таиланд                          | Да — возможная выдача                                      | Да — возможная выдача                              |                                                       | Да — возможная выдача                                                                       | Нет                                                           | Нет |                                                       | Нет                                                                          | Нет                                                                          | 10 лет                                                                  |
| Турция                           | Да — возможная выдача                                      | Нет                                                | Нет                                                   | Возможная выдача — нужна конкретная причина                                                 | Нет                                                           | Нет | Нет                                                   | Нет                                                                          | Нет                                                                          | 3 года                                                                  |
| Уганда                           | Да — возможная выдача                                      | Нет                                                | Нет                                                   | Возможная выдача                                                                            | Нет                                                           | Только государственные служащие                                                                                     |                                                       | Нет                                                                          | Нет                                                                          | 10 лет                                                                  |
| Украина                          | Да — возможная выдача                                      | Нет                                                | Возможная выдача – запрещено                          |                                                                                             | Нет                                                           | Нет |                                                       | Нет                                                                          | Нет                                                                          | 7 лет                                                                   |
| ОАЭ                              | Да — возможная выдача                                      | Да — возможная выдача                              |                                                       |                                                                                             | Нет                                                           | |                                                       | Нет                                                                          |                                                                              |                                                                         |
| Объединённое Королевство (ЕС)    | Да — возможная выдача (обязательная выдача для дробовиков) | Нет (возможная выдача в Северной Ирландии)         | Нет                                                   | Нет                                                                                         | Нет                                                           | Нет | Да                                                    | Нет                                                                          | Нет                                                                          | 5–10 лет                                                                |
| США                              | Варьируется                                                | Варьируется                                        | Варьируется Открытое ношение в США                    | Варьируется Скрытое ношение в США                                                           | Варьируется Конституционное ношение                           | Варьируется (огнестрельное оружие, зарегистрированное до 1986 года) Закон о защите владельцев огнестрельного оружия | Варьируется внутренне                                 | Варьируется внутренне                                                        | Варьируется внутренне                                                        | Генеральная прокуратура: 10 лет, Государственное обвинение: Варьируется |
| Уругвай                          | Да – обязательная выдача                                   | Да – обязательная выдача                           | Нет                                                   | Да — возможная выдача                                                                       | Нет                                                           | Возможная выдача |                                                       | Нет                                                                          | Нет                                                                          | 12 лет                                                                  |
| Узбекистан                       | Да — по лицензии                                           | Нет                                                | Нет                                                   | Нет                                                                                         | Нет                                                           | Нет | Нет                                                   | Нет                                                                          | Нет                                                                          |                                                                         |
| Венесуэла                        | Возможная выдача – запрещено                               | Возможная выдача - запрещено                       | Нет                                                   | Нет                                                                                         | Нет                                                           | Нет |                                                       | Нет                                                                          |                                                                              | 20 лет                                                                  |
| Вьетнам                          | Возможная выдача – запрещено                               | Нет                                                | Нет                                                   | Нет                                                                                         | Нет                                                           | Нет |                                                       | Нет                                                                          | Нет                                                                          | 7 лет                                                                   |
| Йемен                            | Да – запрещено                                             | Да – запрещено                                     | Да — возможная выдача. Запрещено в сельской местности | Да — возможная выдача. Запрещено в сельской местности                                       | В сельской местности                                          | Да – при условии наличия действующей лицензии                                                                       | Да                                                    | Проверка данных для приобретения лицензии                                    | Да                                                                           | 1 год                                                                   |
| Замбия                           | Да — возможная выдача                                      | Да — возможная выдача                              | Да — по лицензии                                      | Да — по лицензии                                                                            | Нет                                                           | Нет |                                                       | Нет                                                                          | Нет                                                                          | 15 лет                                                                  |
| Зимбабве                         | Да — возможная выдача                                      | Да — возможная выдача                              | Да — возможная выдача                                 | Да — возможная выдача                                                                       | Нет                                                           | Возможная выдача – запрещено                                                                                        |                                                       | Нет                                                                          | Нет                                                                          | 5 лет                                                                   |

## Африка
Декларация Бамако об общей позиции африканских стран в отношении незаконного распространения, оборота и торговли стрелковым оружием и лёгкими вооружениями была принята в Бамако, Мали, 1 декабря 2000 года представителями 51 государства — члена Организации африканского единства (ОАЕ). Положения этой декларации рекомендуют подписавшим её сторонам признать незаконное владение стрелковым оружием и лёгкими вооружениями уголовным преступлением в соответствии с национальным законодательством своих стран.

### Ботсвана
Закон Ботсваны разрешает владение только дробовиками и винтовками. Правительство установило лимит на количество ежегодно выдаваемых лицензий — их могут получить только 50 человек, независимо от количества поданных заявлений, что означает, что процент принятых заявлений обычно ниже 1 %.
В настоящее время зарегистрировано 34 550 единиц огнестрельного оружия (или 1,5 на 100 человек).

### Гамбия
Действующее законодательство гласит, что лицензии на огнестрельное оружие являются правом в Гамбии, и власти имеют полную свободу действий при их выдаче.

### Гана
Закон об огнестрельном оружии в Гане разрешает приобретение дробовиков и пистолетов (пистолетов и револьверов). Он требует, чтобы каждое огнестрельное оружие ежегодно перерегистрировалось, однако это широко игнорируется. Из 1 230 000 человек, законно купивших оружие, только 40 000 ежегодно перерегистрируют своё оружие. В отличие от других африканских стран, пистолеты популярны в Гане. Например, в регионе Большая Аккра 74,4 % людей, которые легально приобрели оружие в 2020 году, выбрали револьверы, а 21 % — дробовики. В регионе Ашанти 45,5 % выбирают дробовики, 21,5 % — револьверы.

### Джибути
Владение огнестрельным оружием в Джибути, как правило, запрещено, за исключением случаев, когда в исключительных обстоятельствах главой государства выдаются специальные разрешения.

### Кения
Контроль за огнестрельным оружием в Кении определяется законом Кении об огнестрельном оружии. Главный сотрудник по лицензированию (CLO) имеет право по своему усмотрению предоставлять, отказывать или отзывать лицензии на огнестрельное оружие. Заявители должны быть не моложе 21 года, они должны пройти строгую проверку на наличие криминальной деятельности, психического здоровья и насилия в семье, а также указать подлинную причину их потребности в частном владении и ношении огнестрельного оружия. Проверки регулярно повторяются, и их невыполнение приводит к немедленному аннулированию лицензии. После получения лицензии на владение оружием не требуется никакого дополнительного разрешения на ношение скрытого огнестрельного оружия.

### Либерия
Либерия разрешает иметь только одноствольные дробовики для охотничьих целей. Частным охранным агентствам запрещено вооружать своих сотрудников.

### Лесото
На протяжении длительного времени территория страны находилась под властью Британской империи. В 1879 году губернатор Капской колонии издал приказ о запрете неграм владеть огнестрельным оружием и изъятии у них оружия (что стало причиной восстания басуто) — в результате, по завершившему восстание договору от 29 апреля 1881 года басуто сохранили право на владение оружием. 30 апреля 1965 года Басутоленд получил автономию, а 4 октября 1966 года — независимость (как конституционная монархия в составе Британского Содружества наций).
Претенденты на владение огнестрельным оружием должны получить рекомендательное письмо от главы деревни или старосты. Затем он направляется в местные полицейские участки для утверждения, затем — в районную полицию для их утверждения, а затем — в Службу национальной безопасности Лесото для их окончательного утверждения.

### Мозамбик
В Мозамбике нет лицензированных дилеров огнестрельного оружия. Любой человек, желающий получить его, должен отправиться в другую страну (обычно в Южную Африку), приобрести оружие там, вернуться и сдать его властям. Затем он может получить официальное разрешение на владение этим оружием.

### Намибия
Намибия разрешает владение огнестрельным оружием на основании лицензии, которая выдаётся на основе возможной выдачи. В 2017 году полиция Намибии выдала 7647 лицензий на огнестрельное оружие из 9239 заявлений, что составляет около 83 %. В целом в настоящее время в Намибии зарегистрировано 200 100 единиц огнестрельного оружия, или 9 единиц на 100 человек. Наиболее популярными видами огнестрельного оружия, принадлежащего гражданским лицам, являются пистолеты (46 %), винтовки (34 %) и дробовики (24 %). Ношение незаряженного скрытого огнестрельного оружия в общественных местах разрешено.

### Руанда
В 2019 году Руанда приняла новый закон, касающийся владения огнестрельным оружием. В нём говорится, что власти имеют полную свободу действий при определении того, могут ли лица владеть огнестрельным оружием, и поэтому могут отказывать в заявлениях без оснований, даже если кто-то удовлетворяет всем требованиям.

### Сенегал
Сенегал имеет строгое законодательство об оружии. В заявках на получение лицензий на огнестрельное оружие не требуется указывать причину. Для подачи заявления требуется: копия удостоверения личности, справка об отсутствии судимостей, медицинский осмотр, четыре фотографии, налоговый штамп и личностный тест. Решения должны приниматься через несколько месяцев.
Владение оружием встречается очень редко, однако число растёт. В 2016 году полиция Сенегала выдала 1000 лицензий, в то время как отказала в 250 (80 %), по сравнению с 456 в 2011 году. В 2017 году было подсчитано, что полиция выдала более 7000 общих лицензий (0,04 на 100 человек).

### Сьерра-Леоне
В 2012 году Сьерра-Леоне легализовала владение оружием после 16 лет полного запрета. В соответствии с этим законом власти имеют право по своему усмотрению определять, имеют ли лица веские основания владеть огнестрельным оружием.

### Сомалиленд
Согласно закону о контроле над оружием 2010 года, жителям Сомалиленда разрешено владеть огнестрельным оружием с целью защиты жизни и имущества. Закон определяет пистолеты и автоматические винтовки АК как допустимые, а также упоминает, что другие могут быть разрешены. Только одно оружие каждого типа может быть зарегистрировано. Владение более чем одним оружием каждого типа требует обоснования и предоставляется только юридическим лицам. Разрешения на регистрацию оружия выдаются лицам старше 18 лет без судимости. Разрешение должно продлеваться каждый год. Как граждане, так и резиденты могут регистрировать огнестрельное оружие, и оно может передаваться по наследству. Продажа огнестрельного оружия ограничена государственными и лицензированными дилерами. Военное оружие, такое как миномёты, бомбы, химическое оружие, а также глушители, запрещено. Открыто носить огнестрельное оружие запрещено. Импорт огнестрельного оружия в настоящее время невозможен из-за эмбарго ООН.

### Свазиленд
Разрешёнными видами огнестрельного оружия в Свазиленде являются дробовики, револьверы, пистолеты и винтовки. Для получения лицензии необходимо получить одобрение Совета местного начальника, местного начальника участка, регионального администратора, директора по преступлениям в полицейском управлении, сотрудника по лицензированию/регистратора реестра огнестрельного оружия, лицензионного совета и, наконец, начальника полицейского участка. Требования включают в себя общее положение в обществе. По состоянию на 2002 год уровень приёма заявок составлял около 57 %.

### Центрально-африканская Республика
Официально только 139 человек имеют разрешение на владение огнестрельным оружием в Центрально-африканской Республике, в основном члены парламента. Они имеют право владеть одним дробовиком 12-го калибра и одним 9-миллиметровым автоматическим пистолетом. Несмотря на это, незаконное хранение и ношение огнестрельного оружия широко распространено в стране, значительная часть которой находится под контролем различных вооружённых групп. Ополченцы Антибалака и экс-Селека имеют при себе и носят самодельные дробовики, автоматические винтовки и ракетные установки.

### Эритрея
Огнестрельное оружие в Эритрее полностью запрещено для гражданского использования без исключений.

### Южно-Африканская Республика
Чтобы подать заявку на лицензию на огнестрельное оружие в Южной Африке, кандидаты должны пройти тест на компетентность, охватывающий конкретный тип огнестрельного оружия, на который подаётся заявка, и тест на южноафриканские законы об огнестрельном оружии. После того как эти тесты будут пройдены, необходимо подать заявку на получение сертификата компетентности, где Южноафриканская полицейская служба выполняет проверку фона и инспекцию помещений, где будет храниться огнестрельное оружие. После того как оба испытания пройдены и соответствующие сертификаты выданы, можно подать заявку на лицензию на огнестрельное оружие в категориях от самообороны до профессиональной охоты. Различные категории лицензий имеют различные ограничения, например, количество боеприпасов, которые могут храниться у владельцев.

## Америка

### Аргентина
Огнестрельное оружие в Аргентине ограничено, регулируется ANMaC (Agencia Nacional de Materials Controlados) с октября 2015 года. Указанное агентство заменило RENAR (Registro Nacional de Armas de la Republica Argentina), которое является филиалом Министерства юстиции и по правам человека. Чтобы иметь огнестрельное оружие в Аргентине, нужно быть законным пользователем. Заявители должны: быть в возрасте 18 года или старше,(раньше было 21+) предоставить медицинскую справку, подтверждающую их физическую и умственную пригодность, пройти курс безопасности, предоставить законные средства к существованию, а также пройти проверку анкетных данных. У успешного заявителя снимают отпечатки пальцев и выдают лицензию, которая должна продлеваться каждые пять лет. Никто не может законно стрелять из огнестрельного оружия в Аргентине, если они не являются законным пользователем, даже если это оружие принадлежит кому-то другому. После того как законный пользователь захочет приобрести огнестрельное оружие, он должен предоставить безопасное место для хранения оружия и указать приемлемую причину для его получения — например, сбор, стрельба по мишеням, охота, бизнес или самооборона в доме.
Огнестрельное оружие должно быть приобретено через лицензированного дилера и зарегистрировано в ANMaC. Если огнестрельное оружие передаётся по наследству, необходимо заполнить форму перерегистрации. Количество огнестрельного оружия, находящегося в собственности, не ограничено до тех пор, пока оно хранится надлежащим образом. Продажи боеприпасов регистрируются, но не ограничены.
Разрешения на ношение оружия для владельцев лицензированных пистолетов чрезвычайно трудно получить, и они требуют явиться в Совет ANMaC, чтобы сделать своё дело. Разрешения на перевозку возобновляются ежегодно для повторного изучения их «явной и существующей» опасности, и разрешение обычно аннулируется немедленно, если эта опасность устраняется. Тем, кто имеет дело с деньгами или ценностями или с частной охраной, может быть выдано разрешение на ведение бизнеса.
Пистолеты калибра более .32 являются условно-используемыми; полностью автоматические пистолеты запрещены гражданским лицам. Винтовки с затворами калибра более .22, длинноствольные винтовки и полуавтоматические винтовки калибра более .22, и длинноствольные винтовки с неразъёмным магазином условно-используют; полностью автоматические винтовки и полуавтоматические винтовки калибра более .22, а длинноствольные винтовки со съёмными магазинами запрещены. Полуавтоматические дробовики и дробовики со стволами длиной от 380 до 600 мм (15 и 24 дюйма) являются условно-используемыми; полностью автоматические дробовики и дробовики со стволами менее 380 мм (15 дюймов) запрещены.[прояснить]

### Бразилия
Всё огнестрельное оружие в Бразилии должно быть зарегистрировано. Минимальный возраст для владения оружием составляет 25 лет, и сертификаты о пригодности и психическом здоровье требуются до приобретения огнестрельного оружия и каждые три года после этого. Как правило, ношение огнестрельного оружия вне дома является незаконным. Исполнительный указ № 5.123 от 1 июля 2004 года разрешает Федеральной полиции конфисковать огнестрельное оружие, которым она не обладает по уважительной причине; самооборона не считается веским аргументом.
Общее количество огнестрельного оружия в Бразилии, как полагают, составляет от 14 миллионов до 17 миллионов, причём около 9 миллионов из них не зарегистрированы. На референдуме 2005 года бразильцы проголосовали против предложения правительства о полном запрете продажи огнестрельного оружия частным лицам.
В январе 2019 года президент Болсонару подписал исполнительный указ, который ослабил законы Бразилии об оружии, удалив дискреционные полномочия полиции отклонять заявки на получение лицензий. Позднее он был отменён после того, как столкнулся с «юридическими и политическими» проблемами.

### Венесуэла
В 2012 году Венесуэла запретила частную продажу огнестрельного оружия и боеприпасов, надеясь снизить уровень преступности. Армия, полиция и некоторые группы, которым доверяет правительство (коллективы), освобождаются от запрета и могут покупать огнестрельное оружие у государственных производителей. В 2013 году Венесуэла прекратила выдачу новых лицензий на огнестрельное оружие. В 2017 году правительство запретило ношение огнестрельного оружия в общественных местах.
С тех пор правительство начало изымать оружие из рук гражданских лиц, уничтожая тысячи каждый год, в том числе более 15 000 в 2018 году. С 2003 года было уничтожено более 483 297 частных орудий, 3000 из которых были сданы добровольно. В стране было создано 60 центров разоружения. В 2013 году наказание за незаконное хранение огнестрельного оружия было увеличено до 20 лет лишения свободы..
По мнению правительства, единственные люди, которые должны носить оружие, — это государственные учреждения. Министр внутренних дел и юстиции Нестор Ревероль заявил, что строгий контроль над огнестрельным оружием привёл к сокращению преступности и похищений людей в Венесуэле.

### Гаити
В связи с политической нестабильностью на острове законодательство страны неоднократно изменялось.
В текст конституции 1987 года была включена статья 268-1, разрешавшая гражданам Гаити владение огнестрельным оружием и хранение огнестрельного оружия по месту жительства (после получения разрешения на оружие от начальника полиции).
13 октября 1993 года, после того, как правительство Гаити отказалось допустить на остров сотрудников ООН, Совет Безопасности ООН принял резолюцию № 873, которая установила запрет на поставки оружия на Гаити. В 1994 году в результате военного вторжения США и последовавшей оккупации страны ранее существовавшие вооружённые силы и полиция были разоружены и расформированы. Также началось изъятие оружия, боеприпасов и военного имущества у населения. На острове был размещён миротворческий контингент ООН. На вооружение созданной в 1994—1996 гг. полиции Гаити передали часть из 33 тыс. единиц огнестрельного оружия, изъятого в период после 1994 года у военнослужащих расформированной гаитянской армии, военизированных формирований и населения острова, остальное изъятое оружие было выведено из строя и переплавлено.
Хотя Конституция Гаити предоставляет гражданам конституционное право владеть огнестрельным оружием дома, из-за краха системы лицензирования новые лицензии не выдаются, за исключением бывших военнослужащих. Реестр огнестрельного оружия также прекратил своё существование, поэтому большинство легального огнестрельного оружия стало технически незаконным, и неизвестно, сколько легального или нелегального огнестрельного оружия находится на Гаити.

### Гондурас
В XIX—XX вв. для Гондураса была характерна политическая нестабильность (только за первые 142 года с момента провозглашения независимости, с 1821 по 1963 год в стране было совершено 136 переворотов), законодательство изменялось, а оружие у населения неоднократно изымали и власти, и антиправительственные группировки, и находившиеся на территории страны иностранные войска (в ходе «банановых войн» в 1903, 1907, 1911, 1912 и 1919 годы Гондурас был оккупирован войсками США).
В июле 2000 года был принят новый закон о контроле за огнестрельным оружием, боеприпасами, взрывчатыми веществами и другими связанными с ними материалами В апреле 2002 года был создан Национальный реестр вооружений, обязывающий всех граждан регистрировать своё огнестрельное оружие в Министерстве обороны.
В 2003 году был принят запрет на некоторые штурмовые винтовки, ограничивающий граждан владеть винтовками военного образца, такими как АК-47 и М-16. В 2007 году дополнительный декрет приостановил право на открытое ношение огнестрельного оружия в общественных местах и ограничил число единиц огнестрельного оружия на одного человека.
В дальнейшем в оружейное законодательство продолжали вносить изменения и дополнения (так, после начала всемирного экономического кризиса в 2008 году обстановка в стране осложнилась, летом 2009 года произошёл ещё один военный переворот, а в ноябре 2009 года было законодательно запрещено ношение оружия в период проведения президентских выборов).

### Гренландия
Владение большинством длинноствольных ружей разрешено в Гренландии без разрешения, в то время как полу- и полностью автоматическое огнестрельное оружие и пистолеты требуют разрешения. В 2018 году предлагаемая поправка к закону об огнестрельном оружии повысит минимальный возраст для покупки оружия с 12 до 16 лет.

### Канада
Канадские законы об огнестрельном оружии изложены в законе Об огнестрельном оружии. Лицензия на владение и приобретение (PAL) распространяется КККП (федеральная полиция) и требует прохождения курса по безопасности огнестрельного оружия и прохождения теста, проверки фона и справочных интервью. PAL позволяет приобрести самые популярные спортивные винтовки и дробовики. Ограниченный PAL (RPAL) имеет дополнительный курс для ограниченного оружия, которые имеют повышенные требования к хранению. Двумя основными причинами владения огнестрельным оружием являются стрельба по мишеням и охота. Ношение огнестрельного оружия для самообороны от угроз со стороны человека запрещено, но для защиты от диких животных можно получить «разрешение на ношение в дикой местности».
Существует требование о разрешении на перевозку (ATT) ограниченного и запрещённого оружия, которое должно быть зарегистрировано. Не граждане могут получить у сотрудника таможенной службы декларацию на огнестрельное оружие не резидента для получения временного разрешения на ввоз в Канаду запрещённого огнестрельного оружия сроком на 60 дней.
Большинство магазинов для полуавтоматических длинноствольных ружей, способных держать более 5 патронов центрального огня или 10 патронов для пистолетов, запрещено.
В Канаде огнестрельное оружие относится к одной из трёх категорий:
1. Не ограниченное: длинноствольное оружие с общей длиной более 26 дюймов (660 мм) и полу-автоматика с длиной ствола более 18,5 дюйма (470 мм). Они могут быть с лицензией на владение и приобретение (PAL) и являются единственным классом огнестрельного оружия, которое может быть использовано для охоты.
2. Ограниченное: включает в себя пистолеты с длиной ствола более 4,1 дюйма (105 мм) и длинноствольное оружие, которое не соответствуют требованиям к длине для неограниченного (не длинее 18,5 дюйма), но не запрещено. Это оружие требует разрешение на перевозку огнестрельного оружия (ATT), поэтому оно может быть использовано только на сертифицированном стрельбище.
3. Запрещённое: это оружие, как правило, не может принадлежать гражданским лицам и включает в себя полностью автоматическое оружие и многие виды военного оружия, а также пистолеты с длиной ствола, равной или меньшей 4,1 дюйма (105 мм), и те, для которых имеется патрон .25 и .32 калибра. Как правило, единственный способ обладать ими — это владение до вношения запрета или через наследство.

### Колумбия
Статья 3 Закона Колумбии об огнестрельном оружии гласит, что гражданские лица могут владеть огнестрельным оружием только по разрешению, выданному по усмотрению компетентного органа.
В 1993 году Колумбия приняла закон о владении оружием, фактически установив государственную лицензионную монополию. В 2016 году президент Колумбии Хуан Мануэль Сантос подписал указ, запрещающий гражданским лицам носить огнестрельное оружие, за некоторыми исключениями, включая охрану, охоту, частную оборону и коллекционирование. Он был продлён в 2018 году новоизбранным президентом Иваном Дуке, хотя и с дополнительным условием: «по причинам чрезвычайной ситуации или безопасности […] с учётом, среди прочего, конкретных обстоятельств каждого заявления». Подготовлено юридическое возражение на это изменение.

### Куба
После победы Кубинской революции в январе 1959 года армия, полиция и спецслужбы режима Ф. Батисты были расформированы, начался пересмотр законодательства. Так как значительное количество военных и полицейских эмигрировали из страны, новое правительство Ф. Кастро начало создание новых вооружённых сил и органов правопорядка, однако этот процесс проходил медленно. Часть функций по охране общественного порядка было возложено на отряды народной милиции «милисианос» (формировавшиеся по территориальному или по территориально-производственному принципу). Населению было разрешено владение неавтоматическим огнестрельным оружием (в том числе, пистолетами и револьверами), а вступившие в отряды народной милиции «милисианос» граждане Кубы после завершения курса военной подготовки могли получить разрешение на владение, хранение и ношение винтовки. Кроме того, охотникам было разрешено владение гладкоствольными охотничьими ружьями.
16 апреля 1961 года, во время боёв в заливе Свиней, Ф. Кастро впервые сделал заявление о социалистическом характере кубинской революции, в дальнейшем развитие отношений Кубы с СССР и другими социалистическими странами активизировалось. Были предприняты усилия по развитию в стране стрелкового спорта. В 1969 году вооружённые силы Кубы стали участником СКДА. 
Принятый в 2008 году закон о контроле над огнестрельным оружием делит лицензии на огнестрельное оружие на шесть категорий:
- Первое разрешение на самооборону позволяет владеть и носить пистолеты или револьверы. Они выдаются людям, которые нуждаются в них в связи с их работой в Службе безопасности или которые уполномочены Министерством внутренних дел.
- Второе разрешение на самооборону позволяет сотрудникам охранных предприятий во время несения службы иметь при себе пистолеты, револьверы и ружья.
- Разрешение на охоту позволяет владеть гладкоствольными ружьями.
- Разрешение на спортивную стрельбу позволяет владеть, носить и использовать в разрешённых местах винтовки, ружья, пистолеты и револьверы.
- Пятое разрешение позволяет юридическим лицам владеть, носить и использовать огнестрельное оружие в охотничьих, спортивных и научных целях.
- Разрешение на коллекционирование позволяет владеть огнестрельным оружием, имеющим историческую ценность.

### Мексика
В соответствии со статьёй 10 Конституции Мексики граждане и законные резиденты имеют право владеть оружием и носить его, но могут носить его только в соответствии с полицейскими правилами, то есть статьёй 32 Федерального закона «Об оружии и взрывчатых веществах». Заявители должны: иметь чёткую подсудность; подтверждённый доход и место жительства (то есть не могут быть бездомными); пройти обязательную военную службу; иметь чистую справку о состоянии здоровья (включая анализы на наркотики); обоснованно использовать оружие; быть трудоустроенными. Новое огнестрельное оружие закупается через Министерство обороны. К запрещённому оружию относятся: крупнокалиберные пистолеты; дробовики со стволами короче 25 дюймов (640 мм)или калибром ствола больше 12 калибров; и винтовки, полностью автоматические или крупнокалиберные. Один пистолет разрешён для защиты дома, но он должен быть зарегистрирован в течение 30 дней с момента покупки. Для охоты и спортивной стрельбы допускается до девяти длинноствольных ружей и одного пистолета, требующих членства в охотничьем или стрелковом клубе. Коллекционерам может быть разрешено иметь дополнительное и запрещённое оружие. Лицензия на ношение оружия может выдаваться тем, кто работает в частных охранных фирмах, а некоторые виды оружия являются исключительными для Вооружённых сил. Лицензии должны продлеваться раз в два года.

### Панама
В результате вторжения США в декабре 1989 года вооружённые силы Панамы, полиция и все остальные вооружённые формирования в стране были разоружены и расформированы. Также войска США изымали оружие и боеприпасы у населения страны. В дальнейшем, началось уничтожение изъятого оружия. По официальным данным государственного департамента США, всего до конца 1991 года на территории страны было уничтожено 77 553 единицы огнестрельного оружия.
В 1995 году был принят закон № 24 (в соответствии с которым было разрешено огнестрельное оружие в стрелковых тирах), а 27 мая 2011 года был принят закон о оружии, в соответствии с которым для владения огнестрельным оружием необходимо получение свидетельства о владении огнестрельным оружием, что требует длительной проверки и подготовки. Минимальный возраст владения огнестрельным оружием — 18 лет. Отдельное разрешение на ношение огнестрельного оружия, со всеми теми же требованиями, доступно для лиц в возрасте 21 года и старше. Гражданские лица не могут владеть автоматическим огнестрельным оружием, некоторыми типами боеприпасов (с бронебойными, трассирующими, зажигательными и разрывными пулями), а также ночными прицелами и глушителями.

### Парагвай
Для получения лицензии на владение огнестрельным оружием необходимо не иметь судимости, быть не моложе 22 лет и получить сертификат безопасного обращения с огнестрельным оружием. Разрешение на ношение оружия требует веской причины. Автоматическое оружие запрещено. По состоянию на 2014 год насчитывается 392 000 зарегистрированных единиц огнестрельного оружия и 1961 разрешение на ношение оружия, выданное гражданским лицам.

### Соединённые Штаты Америки

Выдача разрешения на скрытое ношение по штатам
Свободное ношение
Обязательная выдача
Возможная выдача (Обязательная выдача на практике)
Возможная выдача
Возможная выдача (Запрещено на практике)

Карта законов открытого ношения оружия в США:
Разрешающие открытое ношение (26)
Разрешающие открытое ношение с ограничениями (6)
Лицензии на открытое ношение (13)
Сильно ограничивающие (1)
Не разрешающие (4)

В США законы Об оружии содержатся в ряде федеральных законов, исполняемых Бюро по алкоголю, табаку, огнестрельному оружию и взрывчатым веществам (ATF). Право на хранение и ношение оружия защищено Второй поправкой к Конституции, и большинство конституций Штатов также гарантируют это право. Существуют некоторые различия по всей стране, поскольку федеральные и государственные законы применяются к владению и владению огнестрельным оружием. Автоматическое огнестрельное оружие разрешено только в том случае, если оно было произведено до 1986 года, и налоговая Марка в размере 200 долларов США оплачивается.
Лицам, как правило, запрещается приобретать огнестрельное оружие, если:
- они были осуждены за уголовное преступление или любое другое преступление, за которое они могли бы быть приговорены к более чем одному году тюремного заключения, или находятся под обвинительным заключением за такое преступление;
- они скрываются от правосудия;
- они были осуждены за мелкое преступление бытового насилия;
- они являются незаконными потребителями или зависимыми от любого незаконного контролируемого вещества;
- они были признаны психически неполноценными;
- они были уволены из Вооружённых сил в бесчестных условиях;
- они отказались от гражданства США.

Ношение оружия, будь то открыто или скрыто, регулируется штатами, и эти законы быстро изменились за последнее десятилетие. По состоянию на 2016 год большинство штатов предоставляет лицензии на ношение оружия на основе выдачи квалифицированным заявителям. Несколько штатов оставляют выдачу разрешений на ношение оружия на усмотрение органов, выдающих его (так называемая возможная выдача), в то время как одиннадцать штатов разрешают ношение огнестрельного оружия скрытым образом без разрешения (так называемый неограниченный провоз). Двадцать шесть штатов допускают открытое ношение оружия без разрешения, в то время как в целом двадцать штатов требуют разрешения на это, а четыре штата плюс Вашингтон, округ Колумбия, запрещают открытое ношение оружия. Были юридические проблемы с законами о скрытом ношении, с различными постановлениями об их конституционной действительности.

### Сальвадор
Сальвадорские законы направлены на разрешение и регулирование владения огнестрельным оружием гражданскими лицами. Чтобы получить лицензию на огнестрельное оружие, нужно не иметь судимостей, быть не моложе 21 года (24 для лицензии на ношение оружия), заплатить налоговую марку (около 32 долларов США) и пройти письменный тест. Процесс занимает около трёх часов в общей сложности. В 2017 году в Сальвадоре было зарегистрировано 344 587 единиц огнестрельного оружия, или 5,6 на 100 человек.

### Уругвай
Уругвайское законодательство допускает хранение огнестрельного оружия на основе обязательной выдачи. Имея примерно 35 единиц гражданского огнестрельного оружия на 100 человек, Уругвай является 8-й наиболее вооружённой страной в мире и самой вооружённой в Латинской Америке.

### Чили
В Чили 103-я статья Конституции провозглашает владение оружием правом, предоставляемым в соответствии со специальным законом. Огнестрельное оружие контролируется полицией. Гражданское владение оружием разрешено законом, но не поощряется властями, с регулярными заявлениями для прессы и кампаниями, осуждающими опасность владения огнестрельным оружием.
Выданные полицией разрешения на ношение огнестрельного оружия требуют, чтобы заявители были в возрасте 18 лет, предоставляли справку о психическом здоровье, выданную психиатром, имели чистую судимость без обвинений в домашнем насилии и проходили письменный тест на безопасность и знание огнестрельного оружия. Окончательное одобрение находится у окружного командира полиции, который может отказать в разрешении в «обоснованных случаях», не детализированных законом. Существует четыре вида разрешений:
- Разрешение на защиту, позволяющее владеть 2 огнестрельным оружием, которое должно оставаться по заявленному адресу.
- Разрешение на охоту, требующее лицензии на охоту и позволяющее использовать до 6 единиц огнестрельного оружия.
- Спортивное разрешение, требующее членства в зарегистрированном оружейном клубе, а также позволяющее использовать до 6 единиц огнестрельного оружия. Это разрешение могут получить лица в возрасте до 18 лет.
- Разрешение на сбор позволяет владеть неограниченным количеством огнестрельного оружия и позволяет владельцу иметь боеприпасы.

Каждое из этих разрешений имеет ограничения на типы используемого огнестрельного оружия и допускает выданное полицией разрешение на покупку определённого количества соответствующих боеприпасов в конкретном оружейном магазине. Разрешение на перевозку требуется для перевозки огнестрельного оружия из места жительства владельца разрешения на определённый тир или охотничье угодье и действует в течение двух лет. Перевозимое огнестрельное оружие должно быть разряжено и не прикреплено к телу.
Разрешение на самооборону позволяет носить огнестрельное оружие для защиты от конкретных человеческих угроз. Такие разрешения действительны в течение одного года, но поскольку начальник полиции может отказать в удовлетворении ходатайств без указания причины, они выдаются очень редко. Автоматическое огнестрельное оружие запрещено использовать в гражданских целях.

### Ямайка
Законы об оружии на Ямайке изложены в законе об огнестрельном оружии и регулируются органом по лицензированию огнестрельного оружия. Кандидаты должны пройти полицейскую проверку и пройти процесс сертификации, чтобы получить лицензию на огнестрельное оружие для дробовиков, пистолетов и винтовок. Дробовики и винтовки для охоты или спортивной стрельбы легче достать, чем пистолеты. Полностью автоматическое оружие запрещено. Пистолеты ограничены теми, что под ними 45 калибр для револьверов или 10 мм для пистолетов. Закупки боеприпасов ограничиваются 250 патронами в год для дробовиков и 50 патронами для пистолетов, причём заявки на дополнительные боеприпасы обычно подаются в течение охотничьего сезона. Для хранения всего огнестрельного оружия и боеприпасов требуется оружейный сейф. После получения лицензии не требуется никакого дополнительного разрешения на ношение огнестрельного оружия открытым или скрытым, за исключением случаев, когда ношение огнестрельного оружия было временно запрещено в соответствии со статьёй 22 Закона.

## Азия

### Бруней
Огнестрельное оружие запрещено для граждан. Военнослужащие и сотрудники полиции могут просить о выдаче лицензии на хранение личного огнестрельного оружия путём установления настоящей причины, такой как спортивная стрельба или коллекционирование оружия.

### Восточный Тимор
Согласно Восточно-тиморскому законодательству, только военные и полицейские силы могут владеть, носить и применять огнестрельное оружие.
В конце июня 2008 года премьер-министр Шанана Гусман внесла в парламент предложенный закон Об оружии для «срочного обсуждения», отодвинув запланированные бюджетные обсуждения. Новый закон, который позволит гражданским лицам владеть оружием, вызвал горячие дебаты в парламенте Восточного Тимора. Организация Объединённых Наций, которая имеет миротворческие силы, развёрнутые в стране, также выразила обеспокоенность по поводу нового закона.

### Вьетнам
Огнестрельное оружие во Вьетнаме ограничено военными и правоохранительными органами, а владение огнестрельным оружием запрещено гражданским лицам. Главным исключением из этого правила являются охотничьи и спортивные цели, требующие от пользователей прохождения обязательной проверки анкетных данных для получения лицензии.

### Индонезия
В Индонезии лицензии на оружие выдаются гражданским лицам, занятым в профессии, связанной с применением огнестрельного оружия, например в Вооружённых силах и правоохранительных органах, за исключением политиков и бизнесменов.
Кандидаты должны быть старше 21 года, чтобы получить лицензию на огнестрельное оружие, и пройти проверку фона и психическую оценку. Они также должны указать истинную причину желания иметь огнестрельное оружие, которое может включать охоту, стрельбу по мишеням, коллекционирование, безопасность и самооборону. Всё огнестрельное оружие должно быть зарегистрировано. Разрешение на ношение оружия действует в течение пяти лет и может быть продлено.
Гражданские лица не могут обладать боевым оружием, но могут обладать длинными винтовками. Пистолеты можно использовать только для спортивной стрельбы и охоты. Однако в 2012 году утверждалось, что полиция выдавала разрешения обычным гражданам.

### Израиль
Законы об оружии в Израиле носят всеобъемлющий характер, несмотря на то, что солдатам разрешается носить своё служебное оружие на службе или вне службы. Гражданские лица должны получить лицензию на огнестрельное оружие для законного приобретения, владения, продажи или передачи вместе с боеприпасами. В 2018 году Израиль значительно ослабил ограничения на огнестрельное оружие, позволив всем гражданам, прошедшим боевую подготовку и получившим квалификацию в области повышения квалификации пехоты («Стрелок» «07»), подать заявку на получение частной лицензии на огнестрельное оружие.
До 2018 года только небольшая группа людей имела право получение лицензий на огнестрельное оружие: некоторые отставные военнослужащие, полицейские или тюремные охранники; жители поселений (на Западном берегу и Голанских высотах) или те, кто часто работает в таких городах; и лицензированные охотники и сотрудники по контролю за животными. Возрастные требования различаются: 21 год — для тех, кто прошёл военную или гражданскую службу, 27 лет — в противном случае и 45 лет — для не граждан. Для получения заявителям лицензии на огнестрельное оружие, они должны проживать в Израиле не менее трёх лет подряд, пройти проверку биографии (криминальная, медицинская и психическая история), установить подлинную причину владения огнестрельным оружием (например, самооборона, охота или спорт) и пройти курс обучения владению оружием. Около 40 % заявок по выдаче разрешений на огнестрельное оружие были отклонены.
Лица, имеющие лицензии на огнестрельное оружие, должны продлевать их и проходить курс стрельбы каждые три года. Охранники должны пройти эти тесты, чтобы возобновить лицензию на ношение огнестрельного оружия, принадлежащего их работодателям. Заявители должны продемонстрировать, что у них есть сейф по месту жительства, в котором они могут хранить огнестрельное оружие. Разрешения выдаются только для личного пользования, а владельцы для целей самообороны могут владеть только одним пистолетом и приобретать годовой запас патронов в размере 50 (хотя можно приобрести и больше для замены патронов, используемых на полигоне).
Помимо частных лицензий на огнестрельное оружие, организации могут выдавать лицензии на ношение оружия своим членам или сотрудникам для осуществления деятельности, связанной с этой организацией (например, охранные предприятия, стрелковые клубы, другие рабочие места). Члены официально признанных стрелковых клубов (например: практическая стрельба, олимпийская стрельба) имеют право на получение личных лицензий, позволяющих им владеть дополнительным огнестрельным оружием (малокалиберные винтовки, пистолеты, пневматические винтовки и пневматические пистолеты) и боеприпасами после демонстрации необходимости выполнения минимальных требований. Не лицензированным лицам, желающим заниматься практической стрельбой, разрешается контролируемое использование пистолетов на полигонах.
Большинство людей, имеющих лицензию на владение оружием, может носить его заряженным публично, скрытно или открыто.
В 2005 году насчитывалось 237 000 частных граждан и 154 000 охранников, имеющих лицензию на ношение огнестрельного оружия. Ещё 34 000 израильтян незаконно владеют оружием из-за того, что они не продлили свою лицензию на огнестрельное оружие. В 2007 году, по оценкам, насчитывалось 500 000 лицензированных единиц стрелкового оружия, которыми владели гражданские лица, в дополнение к 1 757 500 единиц — военнослужащие и 26 040 единиц — полицейские.
В 2014 году, согласно информации отдела лицензирования огнестрельного оружия, в общей сложности было выдано 279 000 лицензий. Распределение огнестрельного оружия в руках населения было следующим: 149 000 единиц огнестрельного оружия находилось на руках у граждан; 96 000 единиц оружия находилось в руках организаций, имеющих на это разрешение (министерства, магазины, населённые пункты), и 34 000 единиц оружия находилось в руках охранных компаний.

### Индия
Оружие в Индии регулируется законом. Закон об оружии 1959 года и правила об оружии 1962 года запрещают продажу, производство, владение, приобретение, импорт, экспорт и перевозку огнестрельного оружия и боеприпасов, если только они не имеют лицензии, которую трудно получить. Индийское правительство обладает монополией на производство и продажу огнестрельного оружия, за исключением некоторых гладкоствольных ружей с казённой частью, которые могут быть произведены и импортированы в ограниченном количестве. Закон Об оружии классифицирует огнестрельное оружие на две категории: запрещённый ствол (PB) и не запрещённый ствол (NPB), где все полуавтоматическое и полностью автоматическое огнестрельное оружие подпадает в категорию запрещённого. Закон об оружии 1962 года добавил к категории PB любое огнестрельное оружие, которое может заряжать и стрелять боеприпасами калибров .303, 7,62 мм, .410, .380, .455, .45 без оправы, или 9 мм. Гладкоствольные ружья, имеющие стволы короче 20 дюймов, также обозначаются как PB-оружие.
Лицензии на приобретение и хранение огнестрельного оружия, как PB, так и NPB, могут выдаваться правительством штата или окружным судьёй до 1987 года. С этого года выдача лицензий на огнестрельное оружие ПБ стала обязанностью центрального правительства. Лицензии действительны в течение трёх лет и могут быть продлены. Продажа огнестрельного оружия требует наличия разрешения как у продающей, так и у покупающей стороны.
Критериями, учитываемыми при выдаче разрешений НПБ на огнестрельное оружие, являются наличие угрозы для жизни заявителя. Критерии PB огнестрельного оружия являются более строгими, часто для лиц, занимающих государственные должности, которые сталкиваются с непосредственной опасностью или угрозами, тех, чья профессия связана с открытыми угрозами и опасностью, и их ближайших родственников. Лицензии на ПБ были ужесточены с 2014 года, когда лица, имеющие право на другие виды деятельности, стали часто отклоняться по соображениям национальной безопасности. Исключения сделаны для офицеров обороны, которым разрешено хранить огнестрельное оружие без лицензий в соответствии с правилом службы обороны, и нескольких профессиональных стрелков.
Лицензии на огнестрельное оружие выдаются в мае, и примерно половина заявок принимается. Например, в период с апреля 2015 года по март 2016 года власти Мумбаи отклонили 169 из 342 заявок на огнестрельное оружие.
Наиболее распространённым бытовым огнестрельным оружием является двуствольное ружьё 12 калибра (известное как DBBL 12 Bore). Другое распространённое огнестрельное оружие .315 винтовок болтового действия (ёмкость магазина 5 патронов) и .32 револьвера (ёмкость 6 патронов).

### Ирак
В 2012 году Ирак смягчил свои законы об оружии. «Владение одной винтовкой или пистолетом в каждом доме» было разрешено путём простой регистрации в местных полицейских участках.
В 2018 году закон был вновь смягчён. Разрешалось ношение пистолетов, полуавтоматического огнестрельного оружия и другого штурмового оружия для целей самообороны, охоты и спортивной стрельбы. Лицензии на огнестрельное оружие требуют официального разрешения и удостоверения личности.

### Йемен
Йемен проводит разрешительную политику в отношении оружия и не требует разрешений на владение огнестрельным оружием. Закон 1992 года «О регулировании ношения огнестрельного оружия и боеприпасов и торговли ими» установил право владения огнестрельным оружием (винтовками, пулемётами, револьверами и охотничьими ружьями) в целях законной обороны. Для ношения огнестрельного оружия в городах требуются лицензии, которые выдаются на основе возможной выдачи с различными ограничениями в зависимости от города. Открытый и скрытый перенос не ограничен в сельских районах. С момента начала гражданской войны в 2011 году практически не было никакого государственного контроля над оружием, и винтовки, полуавтоматическое огнестрельное оружие, противотанковые управляемые ракеты или бронированные автомобили доступны без рецепта для различных ополченцев и лиц, желающих их купить.
Согласно Обзору стрелкового оружия 2017 года, в Йемене насчитывается примерно 15 миллионов единиц гражданского огнестрельного оружия или 62 % его населения, что делает Йемен второй по вооружённости страной в мире после Соединённых Штатов.

### Китайская Народная Республика
Владение оружием в Китайской Народной Республике (КНР) регулируется законом. Как правило, частным лицам не разрешается иметь оружие. Гражданское владение оружием в значительной степени ограничено уполномоченными, не являющимися индивидуальными субъектами, включая спортивные организации, уполномоченные охотничьи заповедники и организации по охране дикой природы, управлению и исследованиям. Главным исключением из общего запрета на индивидуальное владение огнестрельным оружием является охота. Незаконное хранение или продажа огнестрельного оружия может повлечь за собой как минимум три года тюремного заключения, а наказание за незаконный оборот «оружия и боеприпасов или других военных материалов противнику в военное время» включает пожизненное заключение.

#### Гонконг и Макао
В Гонконге и Макао владение оружием жёстко контролируется, и находится в основном в руках правоохранительных органов, военных и частных охранных фирм (обеспечивающих защиту ювелиров и банков). В соответствии с разделом 13 главы 238 закона Гонконга об огнестрельном оружии и боеприпасах требуется лицензия на любое огнестрельное оружие и боеприпасы. Лицензия может быть выдана после тщательной проверки наличия судимостей или истории психических заболеваний. Владельцы лицензий могут хранить другое огнестрельное оружие дома в запертом ящике, но боеприпасы должны храниться в разных помещениях. Запрещённым представляется только полностью автоматическое огнестрельное оружие; не имеющие лицензии владельцы оружия могут быть оштрафованы на 100 000 гонконгских долларов и приговорены к тюремному заключению на срок до 14 лет.

### Камбоджа
Огнестрельное оружие полностью запрещено для гражданского использования без исключений с 1999 года.

### Кувейт
Кувейт имеет ряд законов об огнестрельном оружии. Огнестрельное оружие может быть лицензировано гражданину (или иностранцу, рекомендованному министром внутренних дел) в возрасте не менее 25 лет, полностью способному обращаться с оружием, не имеющему судимости, не являющемуся подозреваемым или находящемуся под наблюдением полиции и имеющему источник дохода. Охотничьи ружья являются наиболее распространённым лицензированным оружием. Винтовки под патрон .22 калибра длинноствольные винтовки также распространены, с охотничьими и снайперскими винтовками более трудно получить. Пистолеты разрешены только для VIP-персон. Автоматические винтовки и пулемёты по закону не допускаются к гражданскому владению.

### Ливан
В Ливанской Республике владение любым огнестрельным оружием, кроме пистолетов, охотничьего оружия или антиквариата, является незаконным, и только двум последним разрешается покидать дом владельца. Пренебрежение этим законом широко распространено. Ливан официально не предоставляет право на ношение оружия, но это прочно укоренившаяся в стране практика. Лицензии на огнестрельное оружие выдаются определённым лицам, но испытание не открыто для общественности и требует особой необходимости быть продемонстрированным.
Контроль над огнестрельным оружием был в значительной степени неудачным в Ливане из-за исторической культуры оружия, отсутствия эффективного контроля центрального правительства или власти над многими частями страны и бурного характера региона. Хотя оружейное дело когда-то было заметным в регионе, оно почти прекратилось с середины 1930-х годов, но оно остаётся законным с разрешением. Ливан стал одним из крупнейших рынков вооружений на Ближнем Востоке.
Ливан занимает 58-е место в мире по количеству личного огнестрельного оружия на душу населения.

### Малайзия
Малайзия имеет ряд законов об оружии. Закон об оружии (1960) требует, чтобы граждане Малайзии имели лицензию на производство, импорт, экспорт, ремонт или владение огнестрельным оружием. Лицензия на огнестрельное оружие может быть выдана только главным полицейским штата. Применение огнестрельного оружия в таких преступлениях, как вымогательство, грабёж, сопротивление аресту и взлом дома, карается смертной казнью. Демонстрация огнестрельного оружия за совершение любого из перечисленных преступлений (без разрядки) влечёт за собой наказание в виде пожизненного лишения свободы и нанесения не менее шести ударов палкой. Хранение незаконного огнестрельного оружия карается лишением свободы на срок до четырнадцати лет и палками. В то время как широкая общественность не может получить оружие законным путём, существует чёрный рынок оружия.

### Монголия
В настоящее время в Монголии действует закон об огнестрельном оружии, принятый в 2001 году. Он позволяет любому лицу обращаться за получением лицензии на огнестрельное оружие, которая может быть выдана через 21 день.
В Монголии зарегистрировано 46 982 единицы (или 1,6 на 100 человек) огнестрельного оружия, в том числе 44 306 единиц охотничьего, 1598 единиц охранного назначения, 619 единиц спортивного обучения, 260 единиц «художественного» огнестрельного оружия и 199 единиц коллекционного оружия.

### Мьянма
Владение огнестрельным оружием для гражданских лиц, как правило, запрещено, за исключением охотников и чиновников.

### Непал
Непал разрешает владение огнестрельным оружием, если заявитель может предоставить достаточную причину, например, охота или самооборона.
В Непале зарегистрировано 34 315 единиц (или 0,1 на 100 человек) огнестрельного оружия, включая 13 892 дробовика, 312 пистолетов и 118 револьверов.

### Объединённые Арабские Эмираты
В 2019 году правительство Объединённых Арабских Эмиратов смягчило свои законы Об оружии. Минимальный возраст владения огнестрельным оружием был снижен с 25 до 21 года, в то время как законные владельцы теперь могут иметь до трёх пистолетов. Люди из других стран также могут подать заявку на получение лицензий, если они уже имеют один из своих соответствующих стран. Самые популярные цели, чтобы владеть ими, включают охоту и стрельбу в ловушку.
Оружие можно приобрести во время ежегодного оружейного шоу под названием Adihex. В 2018 году было продано более 1764 единиц легального оружия.
Лицензии на огнестрельное оружие выдаются после 60 дней подачи заявлений в соответствующий орган. Если ответа нет, это означает, что лицензия была отклонена.

### Пакистан
Пакистан имеет разрешительные законы об огнестрельном оружии по сравнению с остальной Южной Азией и имеет шестое по величине число частных пистолетов в мире. Законы регулируют ношение оружия в общественных местах в большинстве городских районов. Личное оружие запрещается в учебных заведениях, общежитиях, пансионах и гостиницах, на ярмарках, собраниях или шествиях политического, религиозного, церемониального или сектантского характера, а также в помещениях судов или государственных учреждений. Закон в Пакистане не предусматривает, следует ли отказывать в выдаче лицензии на оружие или аннулировать её, а лицензия разрешает владение любым количеством оружия, включая пистолеты любого размера и полностью автоматическое оружие. Культура оружия сильна среди пакистанцев и традиционно является важной частью сельской жизни в её северо-западных районах, где нередко можно увидеть людей, законно носящих РПГ и штурмовые винтовки.

### Северная Корея
В 2009 году Северная Корея приняла новый закон, строго регулирующий огнестрельное оружие.

### Сингапур
Граждане Сингапура должны получить лицензию на законное владение огнестрельным оружием или боеприпасами; заявители должны представить обоснование для получения лицензии, которая часто ограничивается военными, полицейскими и частными охранными компаниями. Лицензии на стрельбу по мишеням позволяют владеть оружием при условии, что оно надёжно хранится на утверждённом и защищённом полигоне и не вывозится за пределы полигона без специального разрешения. Разрешения на самооборону не допускаются, если только кто-то не может оправдать «неминуемую угрозу» Сингапуру. Нет никаких ограничений на виды стрелкового оружия, которым можно владеть после получения лицензии.

### Таиланд
Лицензия на огнестрельное оружие в Таиланде предоставляется только для следующих целей: самооборона, защита собственности, охота или спорт. Заявители на получение лицензии на огнестрельное оружие должны быть не моложе 20 лет (возраст совершеннолетия в соответствии с гражданским и коммерческим Кодексом), иметь послужной список хорошего поведения, иметь профессию и получать доход, а также иметь постоянный адрес в Таиланде с именем «указан в регистрации дома конкретно в районе, где вы подаёте заявление на получение лицензии, в течение не менее шести месяцев». Лицензия не может быть выдана никому, кто является повторным уголовным преступником или психически неуравновешенным. Заявочный сбор за большинство лицензий на огнестрельное оружие составляет 1000 бат за каждую лицензию или единицу; лицензия на владение и использование пневматических винтовок составляет 200 бат за лицензию/единицу; лицензии на ношение также составляют 1000 бат за лицензию. С октября 2017 года гражданство требуется для приобретения и использования огнестрельного оружия. Человеку также не разрешается носить оружие без дополнительного разрешения на скрытое ношение. Полностью автоматическое огнестрельное оружие и взрывные устройства запрещены.
Изменённый закон 2017 года будет охватывать глушители оружия, электрические дротики и новые типы фейерверков, включая bang fai (ракеты местного производства) и talai («ракетные фейерверки с круглым крылом»). Поправка также предусматривает, что любой, кто создаёт угрозу взрыва бомбы, может быть осуждён на срок до трёх лет лишения свободы и/или оштрафован на сумму до 60 000 бат. Ещё одно существенное изменение заключается в том, что только тайцам будет разрешено регистрировать оружие у властей. Ранее иностранцы, проживающие в Таиланде, также могли обращаться за разрешением на оружие. Закон уже запрещает производство, приобретение, владение, использование, заказ или импорт огнестрельного оружия или боеприпасов, за исключением лиц, которым была выдана лицензия от местного регистратора. Нарушение этого положения карается осуждением, включая лишение свободы на срок от одного года до десяти лет и/или штрафом в размере от 2000 до 20 000 бат.

### Тайвань
На Тайване действует чрезвычайно жёсткий контроль за оборотом оружия для всех жителей острова, хотя для коренных тайваньцев были сделаны некоторые послабления. Некоторые утверждают, что такая жёсткая политика ставит родину под угрозу возможного вторжения со стороны материкового Китая. Необычной особенностью тайваньской системы контроля за оборотом оружия было специальное положение для коренного населения, разрешающее использование для охоты однозарядных винтовок с дульным зарядом на чёрном порохе, однако в связи с проведением политики тотального контроля за оборотом оружия с 2021 года даже коренные жители Тайваня утратили право на использование и владение этим оружием. На Тайване действует политика абсолютной нетерпимости к владению оружием. Однако коренное население, которому было сделано послабление в политике абсолютного отсутствия оружия, всё больше враждует с преимущественно ханьцами, которые воспринимаются как иностранные оккупанты, ограничивающие естественное право коренных жителей Тайваня на владение и использование оружия для охоты и других целей.

### Узбекистан
В 2019 году президент Узбекистана подписал новый закон об оружии. Он позволяет гражданам владеть гладкоствольным огнестрельным оружием и огнестрельным оружием с нарезными стволами для целей охоты и спортивной стрельбы. Ношение оружия в общественных местах запрещено, минимальный возраст — 21 год. В целях самообороны можно использовать только газовое и электрическое оружие. Максимальная ёмкость магазина — десять патронов.

### Филиппины
Филиппины имеют в целом строгие законы Об оружии, хотя и либеральные по сравнению с другими странами Азиатско-Тихоокеанского региона из-за своей активной культуры оружия. Филиппинский контроль над оружием стал печально известен в 1972 году во время президентства Фердинанда Маркоса, который ввёл почти полный запрет на все гражданское оружие. Действующие законы Об оружии на Филиппинах изложены в Законе Республики 10591, подписанном в 2013 году. Для того чтобы владеть огнестрельным оружием, гражданин должен приобрести лицензию на владение. Заявители должны быть старше 21 года и иметь чёткую криминальную или семейную историю насилия. Владельцы лицензий могут носить оружие в общественных местах с приобретением разрешения на ношение (PTC), которое выдаётся на основе возможной выдачи. Заявители должны продемонстрировать потребность в РТС, таких как непосредственная угроза опасности; PTC обычно предоставляется для юристов, бухгалтеров, работников средств массовой информации, кассиры, банковские служащие, священники, раввины, имамы, врачей, медсестёр и инженеров.
Большинство филиппинцев владеет огнестрельным оружием для самозащиты и стрельбы по мишеням, которые требуют лицензий. Несмотря на законы, культура оружия особенно сильна на Филиппинах, отчасти из-за влияния американской культуры.

### Южная Корея
Южная Корея проводит жёсткую политику в отношении оружия. Охотничьи и спортивные лицензии выдаются, но любое огнестрельное оружие, используемое в этих обстоятельствах, должно храниться в местном полицейском участке. Пневматические винтовки также должны храниться в полицейских участках; арбалеты и электро-шоковые устройства также классифицируются как огнестрельное оружие, но их личное хранение разрешено. Электрошокеры запрещены, а владение игрушечным пистолетом без оранжевого наконечника строго запрещено. Нарушение законов об огнестрельном оружии может привести к штрафу в размере 18 000 долларов США и тюремному заключению на срок до 10 лет. Штрафы были увеличены до 3-15 лет тюрьмы и 30-150 тыс. $ штрафа с 13 сентября 2019 года, таким образом, Корея становится самой строгой страной закона оружия среди стран 1-го мира с демократической политической системой.
Большинство южнокорейских мужчин хорошо обучено обращению с огнестрельным оружием в связи с обязательной военной службой. Несмотря на это, культура оружия заметно отсутствует в южнокорейском обществе за пределами вооружённых сил, а владение оружием и смертность являются одними из самых низких в мире.

### Япония
Япония является страной, в которой владение оружием жёстко регулируется на протяжении длительного времени.
В 1588 году был издан указ о изъятии оружия у населения и началась «охота за мечами». В 1685 году было принято решение о выкупе оружия у владельцев за вознаграждение — таким образом, Япония является «возможно первой в истории страной с инициативой выкупа оружия». В ходе революции Мэйдзи 28 марта 1876 года был издан императорский указ о запрете ношения мечей бывшим самураям.
После капитуляции Японии в сентябре 1945 года одновременно с демилитаризацией страны проходило создание нового законодательства (в том числе, нормативно-правовых документов, регулирующих оборот огнестрельного и иного оружия).
В 1958 году был принят первый вариант закона о оружии (в текст которого в дальнейшем вносили изменения и дополнения). Так, в ноябре 2008 года было запрещено владение обоюдоострыми ножами с длиной клинка больше 5,5 см.
Закон Японии об оружии начинается с того, что «никто не должен обладать огнестрельным оружием или мечом или мечами», и очень немногие исключения допускаются. Гражданам разрешается иметь огнестрельное оружие для охоты и спортивной стрельбы, но только после прохождения длительной процедуры лицензирования. В рамках этой процедуры испытание на стрельбище должно быть проведено с «отметкой не менее 95 %». Оценка психического здоровья, проводимая в больнице, и тщательная проверка биографии, где опрашиваются родственники и друзья, также являются частью вышеупомянутой процедуры.
После десяти лет владения ружьём владелец лицензии может подать заявление на получение винтовки.
Количество владельцев оружия небольшое — по состоянию на 2007 год на 1000 человек населения было шесть единиц огнестрельного оружия. Когда происходят массовые убийства, они часто совершаются с использованием ножей или иного холодного оружия, а не огнестрельного оружия. В 2014 году из огнестрельного оружия были убиты только 6 человек.
В каждой префектуре страны могут работать в общей сложности три оружейных магазина. Новый оружейный магазин может быть открыт только в случае закрытия одного из существующих. Если владелец оружия умирает, его родственники должны сдать оружие умершего властям. Сотрудникам полиции не при исполнении служебных обязанностей не разрешается носить оружие, а аресты производятся, как правило, без применения огнестрельного оружия.

## Европа

Выдача разрешения на скрытое ношение в Европе (по странам, 2019 год):
обязательная выдача
возможная выдача
возможная выдача (трудно получить, запрещено на практике)
запрещено или нет данных
нет данных

### Босния-Герцеговина
Федерация Боснии и Герцеговины и Республика Сербская имеют относительно строгие законы об оружии по сравнению с остальной Европой. Оружие регулируется Законом об оружии и боеприпасах. Люди старше 21 года могут подать заявление на получение разрешения. Лицам, имеющим в прошлом криминальную деятельность, психические расстройства, злоупотребление алкоголем или наркотиками, будет отказано в выдаче разрешения. Существует также тщательная проверка анкетных данных, опрос соседей и семьи, и заявитель должен пройти курс и сдать экзамен с множественным выбором. Полиция имеет последнее слово по этому вопросу, с возможностью обращения к капитану полиции. Огнестрельное оружие должно храниться в «безопасном месте» в пределах резиденции и может быть конфисковано полицией, если владелец будет признан «безответственным». Скрытый перенос разрешён с разрешения. Перцовый баллончик могут носить женщины, если они зарегистрированы в полиции.

### Великобритания
Великобритания усилила контроль за огнестрельным оружием с помощью нескольких законов об огнестрельном оружии, что привело к прямому запрету на автоматическое огнестрельное оружие и многие полуавтоматические огнестрельные оружия. Заряжаемые с казённой части пистолеты также жёстко контролируются. Владение огнестрельным оружием обычно требует выданного полицией сертификата дробовика (SGC) или сертификата огнестрельного оружия (FAC). Заявитель должен иметь: отсутствие судимостей; отсутствие истории болезни, в том числе связанной с алкоголем и наркотиками; отсутствие истории депрессии, психического или нервного расстройства, или эпилепсии; и надёжное оружие, безопасное для хранения огнестрельного оружия. FAC дополнительно требует демонстрации веской причины для каждого огнестрельного оружия, которое заявитель хочет иметь (например, охота, борьба с вредителями, сбор или стрельба по мишеням). Самооборона принимается только в качестве веской причины в Северной Ирландии.
Сертификат на владение дробовиком (SGC) позволяет владельцу приобретать и владеть любым количеством дробовиков, если они могут быть надёжно сохранены. Ёмкость магазина дробовика ограничена двумя патронами. В отношении оружия, подпадающего под действие КВС, полиция может ограничить тип и количество хранящихся боеприпасов, а также место и способ применения огнестрельного оружия Помимо Северной Ирландии, частная собственность на большинство пистолетов была запрещена в 1997 году, за исключением лицензий на огнестрельное оружие по разделу 5, которые обычно выдаются только сотрудникам морской охраны и находящимся под защитой полиции.

### Грузия
В Грузии гражданские лица старше 18 лет могут получить разрешение Министерства внутренних дел на приобретение и хранение огнестрельного оружия для охоты и спорта (помповые ружья, охотничьи ружья, карабины, комбинированное охотничье оружие), самообороны (пистолеты, пневматические пистолеты, баллончики, электрические транквилизаторы) или коллекций. В выдаче разрешений отказывают людям с психическими заболеваниями, наркозависимым и алкоголикам, а также лицам, имеющим судимость.

### Европейский союз

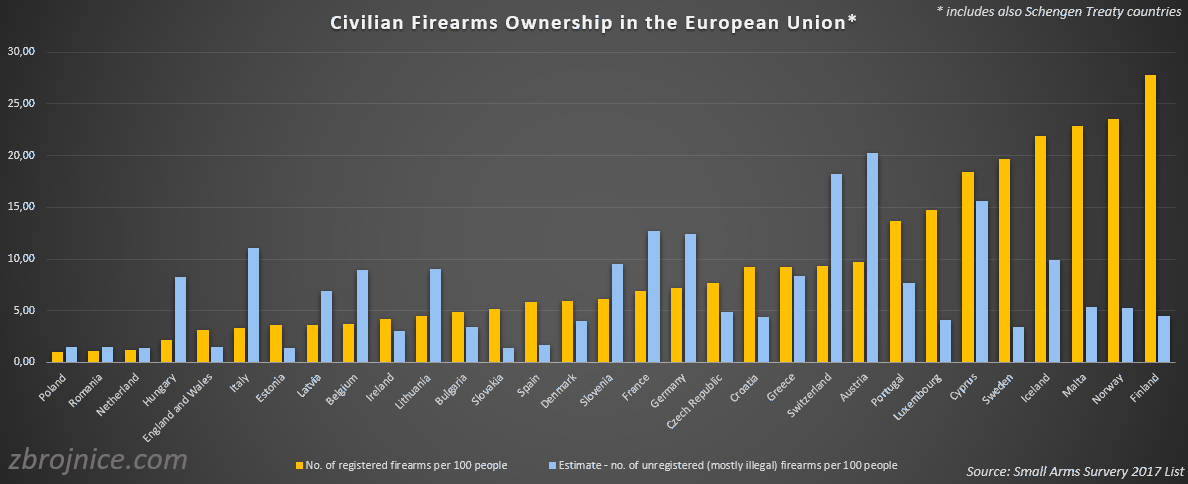
Количество огнестрельного оружия в населении стран Европы на 100 человек.

Европейская директива № 91/477/EC устанавливает минимальные стандарты в отношении приобретения и владения гражданским огнестрельным оружием, которые государства — члены ЕС должны внедрить в свои национальные правовые системы. Государства-члены могут свободно принимать более жёсткие правила, что приводит к различиям в степени правового доступа к огнестрельному оружию между странами ЕС.

#### Австрия
В Австрии закон об оружии Waffengesetz устанавливает правовые условия для всех видов оружия, включая огнестрельное оружие.
Первый параграф закона определяет оружие как предметы, которые предназначены для непосредственного устранения или уменьшения способности людей нападать или защищаться (например, ножи, перцовые баллончики, газовые пистолеты и т. д.) или для стрельбы снарядами во время охоты или спортивной стрельбы (например, арбалеты, луки и т.). Второй параграф далее определяет огнестрельное оружие как оружие, в котором снаряды могут быть выпущены из ствола в заданном направлении. Оружие делится на разные категории, которые имеют разные ограничения:
Категория А, или запрещённое оружие, включает оружие, замаскированное под другие предметы, огнестрельное оружие, которое может быть демонтировано быстрее, чем обычно для охоты и спорта, дробовики с общей длиной менее 90 см (35 дюймов) или длиной ствола менее 45 см (18 дюймов), помповые дробовики, глушители и огнестрельное оружие с глушителями), кастеты, чёрные домкраты, стальные стержни и все «военные материалы», которые включают, среди прочего: танки, полностью автоматическое оружие, бронебойное оружие и некоторые военные полуавтоматические винтовки. Категория B охватывает все пистолеты, повторяющиеся дробовики и полуавтоматическое оружие, не относящиеся к категории А (например, пистолеты, револьверы, полуавтоматические винтовки и полуавтоматические дробовики). Категория С включает в себя все огнестрельное оружие с нарезными стволами, которые не относятся к категории А или B (например, повторяющиеся винтовки, винтовки с разрывным действием). Категория D состоит из всех видов огнестрельного оружия с гладкоствольными стволами, которые не относятся к категории A или B (например, дробовики разрывного действия).
Все огнестрельное оружие категорий A, B, C и D регистрируется в центральном реестре оружия (Zentrales Waffenregister, или сокращённо ZWR). Огнестрельное оружие категорий C и D является наименее ограниченным; все граждане старше 18 лет могут приобретать его у лицензированных продавцов, даже без лицензии на огнестрельное оружие (за исключением 3-дневного периода ожидания для проверки запрета на оружие для покупателя). Оружие категории B имеет дополнительные ограничения; покупатели должны иметь лицензию на огнестрельное оружие и быть старше 21 года, если не предоставлено исключение. Оружие категории А, как правило, требует дополнительных условий для владельцев, за исключением случаев запрещённого оружия, которое может принадлежать лицам, имеющим действительные охотничьи лицензии. «Военный материал» требует дополнительного специального федерального разрешения, которое на практике предоставляется только одобренным коллекционерам и экспертам. В целом, продажа боеприпасов не ограничена, хотя боеприпасы для пистолета и некоторые боеприпасы для винтовки требуют разрешения. Старинное оружие, изготовленное до 1871 года, также не требует лицензии или регистрации.
Кроме того, статья 11а определяет дополнительные ограничения на приобретение, хранение и ношение всего оружия и боеприпасов для просителей убежища и многих граждан третьих стран. Владение оружием без разрешения строго запрещено и контролируется полицией. Тем не менее, владельцы должны носить своё оружие таким образом, чтобы это не создавало неудобства для публики; например, открытое показывание пистолета за поясом в кино будет считаться необычным и может считаться публичным неудобством, если полиция будет вызвана.
Ношение огнестрельного оружия в общественных местах, как правило, требует разрешения на ношение (или «Waffenpass»). Австрийское законодательство не проводит различия между скрытым или открытым ношением оружия; при наличии разрешения на ношение владелец может свободно носить своё оружие(оружие) на всей территории страны и даже в определённых «зонах, свободных от оружия».

#### Венгрия
Закон об оружии в Венгрии является относительно строгим и регулируется Кодексом 24/2004, правительственным постановлением 253/2004. (VIII. 31.) и директива министра внутренних дел 49/2004. Законы применяются к оружию с энергией огня, превышающей 7,5 джоулей (5,5 футов ⋅ фунтов). Лицензия на огнестрельное оружие может быть выдана лицам старше 18 лет, не имеющим судимости или умственной отсталости, которые считаются надёжными и могут доказать необходимость владения огнестрельным оружием. Для владения полуавтоматическими винтовками, охотничьими ружьями, дробовиками или пистолетами требуется разрешение полиции, сдача теоретического, психического и психологического теста и веское обоснование, например членство в охотничьем или стрелковом клубе. Автоматические винтовки запрещены.
В 2010 году в Венгрии насчитывалось 129 тыс. зарегистрированных владельцев оружия (1,3 % населения) с 235 000 единиц огнестрельного оружия. Большинство из них были охотничьими ружьями и пистолетами для самообороны. Насилие с применением огнестрельного оружия очень редко встречается в Венгрии; полиция использует смертоносное оружие в среднем менее 10 раз в год.

#### Германия
Владение оружием в Германии является ограничительным, регулируется Федеральным законом об оружии (немецкий: Waffengesetz) 1972 года. Законы применяются к оружию с энергией огня, превышающей 7,5 джоулей (5,5 футов ⋅ фунтов). Лицензия на огнестрельное оружие может быть выдана лицам старше 18 лет, не имеющим судимости или умственной отсталости, которые считаются надёжными и могут доказать необходимость владения огнестрельным оружием. Для каждого принадлежащего огнестрельного оружия требуется отдельная лицензия. Стрелок-мишень должен был быть членом стрелкового клуба с 18 зарегистрированными посещениями за предыдущие 12 месяцев. Разрешение на ношение огнестрельного оружия — это лицензия второго уровня, которая позволяет скрытно носить оружие в общественных местах и выдаётся только тем, кто в этом нуждается.
Некоторые виды оружия и специальных боеприпасов полностью запрещены, например автоматическое огнестрельное оружие. Покупка, хранение, предоставление взаймы, использование, ношение, изготовление, изменение и торговля этим оружием являются незаконными и караются лишением свободы на срок до пяти лет, конфискацией оружия и штрафом в размере до 10 000 евро. Использование незаконного оружия для совершения преступлений любого рода наказывается лишением свободы на срок от 1 года до 10 лет.
Национальный реестр огнестрельного оружия Германии, введённый в конце 2012 года, насчитал 5,5 миллиона единиц огнестрельного оружия, законно принадлежащих 1,4 миллиона человек.

#### Греция
Греция имеет строгий контроль над оружием. Дробовики (не более 3 патронов), винтовки и пистолеты требуют наличия лицензии, выданной полицейским управлением. Лицензия может быть выдана гражданину Греции старше 18 лет, если: а) имеются серьёзные опасения по поводу его личной безопасности наряду с положительной рекомендацией прокурора и б) она необходима для обеспечения безопасности магазинов, банков, денежных переводов и т. д. Для приобретения пистолетов и винтовок граждане должны иметь либо разрешение на скрытое ношение, либо разрешение на стрельбу по мишеням (для винтовок). Полуавтоматические винтовки запрещены. Охотники могут владеть до 10 дробовиками и винтовками (без нарезных стволов), а спортивные стрелки могут владеть до 7 единиц оружия. Нет никакой проверки лицензии или записи, сохранённой для покупок боеприпасов для дробовиков, но стрелки по мишеням могут владеть только 500 патронами на оружие.

#### Дания
Гражданские лица в Дании в возрасте от 16 лет и старше могут приобретать лицензии на оружие для охоты или спортивной стрельбы. Для этого необходимо пройти письменный тест на множественный выбор и практический тест, после которого сертифицированный инструктор по охотничьим лицензиям определяет, подходит ли кандидат для владения оружием. Лицензия обычно предоставляется, если заявитель не имеет никаких или только незначительных отметок в своей судимости.
Охотничья лицензия позволяет приобрести без рецепта и владеть неограниченным количеством дробовиков калибра до 12 и ёмкостью 2 патрона. Оттуда полиция должна быть уведомлена о вашей новой покупке оружия через онлайн-форму. Винтовки с затвором также можно купить без рецепта, хотя они требуют лицензии на винтовку, которая приобретается через полицию. Разрешённые Калибры варьируются от самых маленьких возможных, вплоть до .50 БМГ, С.50 BMG не включены. Полуавтоматические винтовки разрешены, если винтовка ограничена 2 патронами (охота в Дании), или без ограничения по мощности (охота за пределами Дании). В настоящее время только большие калибры (.308, 6, 5x55, .300wm и т. д.) выпускаются как полуавтоматические винтовки для охоты за рубежом. .223/5. 56x45 и аналогичные винтовки калибра, как правило, не утверждаются. Охотник должен пройти тест на стрельбу из дробовика или винтовки, прежде чем ему разрешат охотиться.
Для целей спортивной стрельбы можно использовать дробовики, а также винтовки болтового действия практически любого калибра (.50bmg как одно из исключений). Спортивные винтовки часто имеют патрон 22lr и 6,5 × 55 мм полуавтоматические винтовки не допускаются для спортивной стрельбы.
Пистолет: после двух лет активного членства в стрелковом клубе можно подать заявление на получение разрешения на ношение оружия, которое затем подлежит проверке и утверждению полицией, и ему должно быть 21 год. Одобренные Калибры: все калибры под 9mm (9x19, 38 Spl, 357 magnum, .32acp и др.), плюс ограниченное количество более крупных калибров; .40sw, 45 ACP, 44 Spl. Максимальное количество пистолетов-6 в 22 кал. При подаче заявки на пистолет № 3 требуется специальное разрешение от Министерства юстиции. Крупнокалиберные орудия, крупнее 22 калибра, ограничиваются максимум 2 орудиями того же калибра. Это означает, что можно только в данный момент владеть 2 пистолетами в 9 мм. Однако в то же время законно владеть дополнительными 2 пистолетами в 9 мм, если они являются револьверами. Для всех пистолетов, независимо от калибра, общая длина должна быть не менее 210 мм (8,2677 дюйма), измеренная без ортопедических деталей захвата и удаления.
Разрешение на ношение оружия спортивного назначения (как длинного, так и короткого огнестрельного) должно продлеваться каждые 5 лет. Разрешение на ношение охотничьего ружья должно продлеваться каждые 10 лет. Дробовики не имеют индивидуальных разрешений, и владельцам разрешается владеть ими до тех пор, пока у них есть действующая охотничья лицензия, и они могут хранить их в течение 10 лет после истечения срока действия охотничьей лицензии, однако им не разрешается хранить боеприпасы без действительной лицензии.
Ношение огнестрельного оружия в общественных местах строго запрещено, однако допускается пропорциональная самооборона. Это означает, что если на кого-то нападают с огнестрельным оружием, он имеет законное право защищать себя пропорционально, например, с помощью собственного огнестрельного оружия.
Полностью автоматическое оружие запрещено использовать в гражданских целях, если только Министерство юстиции не выдаст специального разрешения. Эти разрешения крайне редки и обычно выдаются только людям или компаниям, работающим на полицию или вооружённые силы, или снабжающим их.
Незаконное хранение огнестрельного оружия может быть наказано лишением свободы на срок не менее одного года. Гражданские лица могут иметь при себе личное оружие, включая пистолеты, револьверы, дробовики и винтовки. Они и боеприпасы должны храниться в одобренном оружейном шкафу (EN1143-1 класс 0 или лучше). Полиция может инспектировать оружие стрелкового клуба по своему усмотрению, но требует судебного приказа об инспектировании находящегося в частном владении огнестрельного оружия.

#### Ирландия
Законы об оружии в Ирландии строги, требуя, чтобы все огнестрельное оружие было лицензировано индивидуально через Gardaí (полиция). Заявители должны быть в возрасте 16 лет и иметь веские основания для владения, безопасное место для хранения огнестрельного оружия, доказательство компетентности с огнестрельным оружием или договорённости для достижения такого, обеспечить доступ к медицинским записям и двум ссылкам на характер, а также иметь здравый ум и умеренные привычки. Заявителям, осуждённым за определённые преступления, будет отказано в выдаче свидетельства об огнестрельном оружии. Личная защита не является уважительной причиной для владения.
Ирландское законодательство об огнестрельном оружии основано на законе об огнестрельном оружии 1925 года, который был изменён несколькими следующими законами в 1964, 1968, 1971, 1990, 1998 и 2000 годах. Совокупный эффект этих изменений, наряду с изменениями в других актах и путаницей в отношении того, какие поправки применяются, привёл к рекомендации Комиссии по реформе ирландского законодательства 2006 года о том, чтобы все существующие законы были пересмотрены (написаны в одном документе с отменой всех предыдущих актов). Однако закон об уголовном правосудии 2006 года содержал переписывание почти 80 % Закона Об огнестрельном оружии. За ним быстро последовали поправки в 2007 году и дальнейшие крупные поправки в 2009 году, усугубив законодательную путаницу. По состоянию на 2014 год рекомендация комиссии по реформе законодательства ещё не была полностью принята; закон Об огнестрельном оружии состоит из первоначального закона 1925 года, изменённого примерно двадцатью отдельными актами, и хорошо понятен лишь горстке лиц, непосредственно участвующих в его разработке, изменении или использовании. В связи с применением этого законодательства были поданы многочисленные жалобы, в связи с чем владельцы огнестрельного оружия выиграли в Высоком суде и Верховном суде несколько сотен судебных дел о пересмотре решений, касающихся лицензирования, которые не были связаны с Законом Об огнестрельном оружии.

#### Испания
Регулирование огнестрельного оружия в Испании носит ограничительный характер, предписанный Королевский указом 137/1993. Лицензия на огнестрельное оружие может быть получена в Гражданской гвардии после прохождения полицейской проверки, физиологического и медицинского тестирования, а также практического и теоретического экзамена. Лицензии на ружьё и винтовку должны быть продлены через 5 лет после проверки огнестрельного оружия. Спортивные лицензии должны быть продлены через 3 года. Полиция может проверять огнестрельное оружие в любое время. Лицензия на самооборону и скрытое ношение должна продлеваться каждый год и доступна только при особых условиях.
Владелец лицензии может владеть до 6 дробовиками и неограниченным количеством винтовок. Со спортивной лицензией, действительной в течение 3 лет, от 1 до 10 пистолетов могут принадлежать, в зависимости от уровня спортивной стрельбы. Ёмкость магазина для полуавтоматических винтовок центрального воспламенения ограничена до 4 патронов для спортивной стрельбы и 2 патронов для охоты; полуавтоматические дробовики ограничены до 3 патронов. Винтовки кольцевого воспламенения, независимо от типа, не имеют предела магазина. Винтовки с патронниками для определённых патронов военного происхождения запрещены, например .223/5.56 и НАТО .50 BMG. Патроны .308 Winchester и 7,62×39 mm (патроны АК) разрешены только в огнестрельном оружии с затвором, повторением или одиночным выстрелом. Подтверждение права собственности на утверждённый сейф требуется для всех винтовок и пистолетов центрального воспламенения, и владелец несёт ответственность за кражу огнестрельного оружия. Боеприпасы должны храниться отдельно. Боеприпасы к винтовке и пистолету могут быть приобретены только для законно принадлежащего огнестрельного оружия, а их приобретение и владение ограничивается 200 патронами для винтовки и 100 патронами для пистолетов. Кроме того, существуют ежегодные ограничения в количестве (1000 для винтовок, 100 для пистолетов); однако дополнительные количества могут быть поданы заявки, в основном для спортивного использования. Для боеприпасов дробовика взрослые с действительным удостоверением личности можно приобрести/иметь до 5000 снарядов без ежегодных ограничений в количестве. Владельцам лицензий разрешается перевозить только незаряженное огнестрельное оружие из своего дома на стрельбище или охотничье поле и обратно без каких-либо обходных путей. Огнестрельное оружие может быть допущено только на разрешённых стрельбищах или охотничьих угодьях (в сезон).
Существует лицензия на огнестрельное оружие для частной охраны для пистолетов и винтовок. Они не могут использоваться вне работы и должны храниться в рабочих помещениях (с одобренным сейфом).
Кроме того, есть лицензия на пистолет для самообороны в скрытом ношении. Однако это предоставляется на основе «возможной выдачи» с несколькими стандартами необходимости, которые должны быть выполнены, и очень немногие из них предоставляются. Эта лицензия должна продлеваться ежегодно и не является автоматической.
Сотрудники полиции, офицеры и унтер-офицеры Вооружённых сил имеют специальную лицензию на огнестрельное оружие, которая распространяется на все остальные виды оружия. Существуют дополнительные лицензии на коллекционное и дульнозарядное огнестрельное оружие.

#### Италия
В Италии национальная полиция выдаёт лицензии на оружие лицам старше 18 лет, не имеющим судимости, не являющимся людьми с психическими заболеваниями или наркозависимыми и способным доказать свою компетентность в вопросах безопасности огнестрельного оружия. Спортивная лицензия на стрельбу позволяет перевозить незаряженное огнестрельное оружие и стрелять из него в специально отведённых местах. Охотничья лицензия позволяет владельцам участвовать в охоте с огнестрельным оружием. Лицензия на скрытое ношение позволяет человеку носить заряженное огнестрельное оружие в общественных местах и требует доказательства «уважительной причины» для этого (например, охранник или ювелир, подвергающийся риску ограбления). Количество огнестрельного оружия, которым человек может владеть и хранить в своём доме, ограничено тремя обычными пистолетами, двенадцатью спортивными пистолетами или длинными ружьями, неограниченным количеством охотничьих длинных ружей и восемью историческими огнестрельными оружием (произведёнными до 1890 года). Эти ограничения могут быть превышены с лицензией коллектора.
Личное огнестрельное оружие должно быть зарегистрировано в местном полицейском управлении в течение 72 часов с момента приобретения. Покупка боеприпасов также должна быть зарегистрирована, и владение обычно ограничивается 200 патронами к пистолету и 1500 патронами к охотничьим ружьям.

#### Кипр
Республика Кипр имеет строгий контроль над оружием. Частным лицам категорически запрещается владеть пистолетами и винтовками любого калибра, в том числе .22 боеприпасов кольцевого воспламенения. Дробовики, ограниченные двумя патронами, разрешены с лицензией, выданной провинциальной полицией. Дробовики должны быть для охотничьих целей, и лицензированный гражданин может владеть до десяти дробовиков, как правило, двуствольных. Лицензия на огнестрельное оружие требуется для покупки боеприпасов, до 250 снарядов на покупку, с учётом продаж. Кипр также контролирует пневматическое оружие, и владельцы пневматического оружия требуют лицензию. Несмотря на то, что приобретение автоматического оружия является незаконным, военные выпускают из своих запасов автоматическое оружие, поэтому большинство мужского населения имеет его из-за призыва на военную службу.

#### Люксембург
В Люксембурге любое лицо, желающее приобрести, иметь или использовать огнестрельное оружие, должно иметь разрешение, выданное лично министром юстиции.
Наиболее распространёнными причинами обращения за разрешением являются охота, рекреационная стрельба, коллекционирование оружия и наследование огнестрельного оружия. Любой, кто наследует огнестрельное оружие, должен иметь разрешение, даже если у него нет намерения когда-либо прикасаться или использовать оружие.
Самооборона не является уважительной причиной для владения огнестрельным оружием. Однако Министерство юстиции обеспокоено тем, что некоторые владельцы разрешений ложно ссылаются на другую причину (например, рекреационную стрельбу) в качестве оправдания для получения своего разрешения, когда их единственным фактическим мотивом является самооборона.

#### Литва
см. Правовая система Литвы

#### Мальта
Огнестрельное оружие разрешено на Мальте для спортивной стрельбы, сбора и охоты. Чтобы получить лицензию на огнестрельное оружие, необходимо вступить в стрелковый или коллекционный клуб для обучения, который выдаст рекомендательное письмо для полиции, после чего заявитель должен передать знание безопасности огнестрельного оружия и Закона Об оружии. После успешного завершения каждого шага вы получите лицензию.
Зарегистрировано 102 610 единиц огнестрельного оружия (или 22 единицы на 100 человек), в том числе 56 000 дробовиков, 10 553 пистолета, 7856 винтовок, 5369 револьверов, 501 пулемёт, 477 автоматов, 633 боевых дробовика, 22 пушки, 7 гуманных убийц и 2 ракетных установки.
Закон разрешает ношение огнестрельного оружия во время охоты, при этом 10 544 человека имеют лицензию на это на суше и 247 — на море. Ношение заряженного огнестрельного оружия за пределами охотничьих угодий или стрельбища является незаконным. Автоматическое огнестрельное оружие разрешается только в том случае, если оно было произведено до 1946 года.

#### Нидерланды
В Нидерландах владение оружием ограничено правоохранительными органами, охотниками и стрелками по мишеням(самооборона не является уважительной причиной для владения огнестрельным оружием). Охотничья лицензия требует прохождения курса безопасности охотников. Чтобы иметь оружие для стрельбы по мишеням, заявитель должен был быть членом стрелкового клуба в течение года. Люди с тяжкими преступлениями, наркоманией и психическими заболеваниями не могут владеть огнестрельным оружием.
После получения огнестрельное оружие должно храниться в сейфе и ежегодно проверяться полицией. Огнестрельное оружие может использоваться только в целях самообороны в порядке «равной силы». Полностью автоматическое огнестрельное оружие запрещено, но есть и другие ограничения: полу-автоматика, пистолеты и магазины всех размеров являются законными, как и все виды боеприпасов. Владелец лицензированного оружия может одновременно иметь только пять единиц огнестрельного оружия, зарегистрированных на его лицензию.

#### Польша
Владение оружием в Польше регулируется Законом об оружии и боеприпасах от 21 мая 1999 года с внесёнными в него дополнительными поправками, который требует наличия лицензии на владение и владение огнестрельным оружием. Закон об оружии был смягчён в 2011 и в 2014 годах. Эти изменения, в целом, лишили полицию дискреционных полномочий отказывать в выдаче лицензии без объяснения причин, сделав процесс технически сложным. В результате количество выданных лицензий растёт с каждым годом, но Польша по-прежнему остаётся страной с наименьшим количеством зарегистрированных видов оружия на душу населения в Европе. По состоянию на 2018 год было выдано 215 602 лицензии на все виды оружия и зарегистрировано 505 429 единиц огнестрельного оружия, что составляет примерно 1,3 единицы оружия на 100 человек населения. Большая часть огнестрельного оружия регистрируется как охотничье ружьё (64 %), за ним следуют спортивное огнестрельное оружие (15 %) и коллекционное оружие (12 %).
Закон требует, чтобы потенциальный владелец лицензии указывал важную причину владения огнестрельным оружием для конкретной цели, сами цели и связанные с ними причины перечислены в законе. В действующем тексте закона (последняя незначительная поправка вступила в силу 1 января 2019 года) перечислены допустимые цели:
- самооборона (только пистолеты);
- защита людей и имущества (только компаний, таких как службы безопасности по найму, промышленная охрана и т. д.);
- охота (длинноствольным ружьём только в соответствии с правилами охоты);
- спортивной стрельбы;
- исторические реконструкции (только охолощённое оружие, в том числе полностью автоматическое);
- коллекционирование;
- мемориал (например, семейные реликвии, оружие, подаренное в качестве почётных наград отставным военным или другим офицерам);
- обучение (например, сертифицированные инструкторы по огнестрельному оружию, работающие в зарегистрированном учебном бизнесе).

Действующий закон гласит, что лицензии должны выдаваться, однако условие (важная причина) для лицензии на самооборону достаточно расплывчато, чтобы она могла быть выдана на практике. Он предписывает, что соискатель лицензии на самооборону должен документировать постоянную, реальную и превышающую среднюю угрозу жизни или имуществу. Закон об оружии и боеприпасах запрещает ношение заряженного огнестрельного оружия в общественных местах владельцами коллекционных или мемориальных лицензий; отдельный закон, регулирующий охоту, и соответствующий исполнительный указ запрещают ношение заряженного охотничьего оружия за пределами охотничьих угодий. В соответствующем постановлении предусматривается, что огнестрельное оружие должно храниться скрытым в футляре или кобуре, расположенной рядом с телом. Это фактически позволяет только самообороне и спортивным лицензиатам носить скрытый заряженный пистолет. Другие могут перемещать свои ружья незаряженными, но скрытыми, например, чтобы использовать их на стрельбище или увидеть оружейника. Ранее лицензия на спортивную стрельбу не позволяла носить заряженное огнестрельное оружие, но это разрешено действующим законодательством из-за предполагаемого риска ограбления стрелков по пути в тир или из него.
Для получения лицензии на огнестрельное оружие заявитель должен предоставить соответствующую документацию (например, охотничье, спортивное, историческое или коллекционное членство, регистрационные документы компании и т. д.), предъявить доказательство покупки и установки сертифицированного оружейного сейфа (полиция может посетить его для проверки), не иметь судимости, пройти медицинское и психологическое обследование и сдать экзамен, соответствующий причине желания иметь огнестрельное оружие, проводимый польской Федерацией спортивной стрельбы для спортивной лицензии, польской охотничьей ассоциацией для охотничьей или полицией для других. Лицензии выдаются на неопределённый срок, хотя для самообороны требуется проходить медицинское и психологическое освидетельствование каждые пять лет. Кроме того, спортивная лицензия требует, чтобы владелец поддерживал действующую лицензию на соревнование по стрельбе, принимая участие в двух-четырёх регулируемых ISSF соревнованиях по стрельбе в год для каждой категории огнестрельного оружия, принадлежащего: пистолет, винтовка и дробовик, чтобы поддерживать лицензию на огнестрельное оружие.
Каждая отдельная лицензия определяет типы (пистолеты, винтовки, дробовики) и количество оружия, которым может владеть владелец. Эти значения сильно варьируются в зависимости от типа лицензии и документированных потребностей, но это установившаяся практика, чтобы получить около 5 слотов для спорта или охоты и 10 слотов для сбора изначально. Лицензиат может подать заявку на увеличение лимита после исчерпания слотов. Можно подать заявку на несколько типов лицензий, чтобы увеличить общее количество слотов, таких как спортивные и охотничьи или спортивные и коллекционные лицензии. Все законные владельцы имеют право использовать своё оружие на зарегистрированных стрельбищах. Разрядка огнестрельного оружия для обучения или отдыха вне зарегистрированного стрельбища (даже на большой частной собственности) запрещена. Институциональные разрешения допускают владение огнестрельным оружием охранными компаниями, стрельбищами, спортивными клубами и т. д.
Огнестрельное оружие с полным автоматическим или переводчиком огня разрешается только по институциональным и учебным лицензиям, за исключением огнестрельного оружия с холостым выстрелом по лицензии на историческую реконструкцию. Полиция не может выдавать разрешения на огнестрельное оружие с глушителем или с возможностью быть модифицированным глушителем. Однако на практике под это правило подпадает только огнестрельное оружие с постоянно прикреплёнными глушителями, поскольку практически любое огнестрельное оружие способно принимать звуковой глушитель. Вот почему только решение, специально предназначенное для установки глушителя, выполнит второе условие. Сами глушители не регулируются; получение, владение и использование глушителей является законным помимо охоты. Бронебойные, зажигательные, трассирующие и другие специальные боеприпасы запрещены. Только лицензированным лицам разрешается покупать или владеть боевыми патронами, и только тех типов, которые точно соответствуют оружию, которым они владеют на законных основаниях; даже один не соответствующий патрон, находящийся во владении, может вызвать уголовное преследование или отзыв лицензии. Количество соответствующих боеприпасов в наличии не ограничено. Охотникам, коллекционерам и спортивным стрелкам разрешается производить (перезаряжать) боеприпасы, но строго для собственного использования. Существуют дополнительные ограничения на типы и Калибры в зависимости от типа лицензии, но обычно допускаются только нарезные пушки и боеприпасы до 6 мм кольцевого воспламенения или до 12 мм центрального воспламенения и гладкоствольные дробовики 12-го калибра. Нет ограничений на ёмкость магазина, за исключением охоты: максимум 6 патронов всего, включая магазин и все камеры, однако для полуавтоматических ружей охотник может загрузить только 2 патрона в магазин (не включая патронные патроны).
Копии чёрного порохового огнестрельного оружия, разработанного до 1885 года, не требуют лицензии на владение, и поэтому довольно популярны в стрелковом сообществе. Однако отдельный законопроект позволяет предприятиям продавать чёрный порошок только лицензированным клиентам. Это часто обходится путём получения европейской карты пистолета для вашего чёрного порохового огнестрельного оружия, обращения к лицензированному коллеге (нет ограничений на частную продажу или просто выдачу чёрного пороха) или покупки пороха в соседних странах, в основном в Чехии.
Пневматические пистолеты до 17 джоулей дульной энергии не регулируются, другие должны быть зарегистрированы в полиции, но лицензия не требуется.
После внесения поправок в европейскую директиву по оружию в 2017 году закон будет изменён, однако процесс застопорился и не особенно прозрачен, поэтому неясно, в каком направлении он будет принят.

#### Румыния
Владение оружием в Румынии регулируется законом 295/2004. Румыния имеет один из самых жёстких законов о владении оружием в мире. Для того, чтобы граждане могли получить оружие, они должны получить разрешение от полиции и зарегистрировать своё оружие после его приобретения. Есть несколько категорий разрешений, с различными требованиями и правами, в том числе разрешения на охоту, разрешения на самооборону, разрешения на спортивную стрельбу и разрешения коллекционеров. Единственными категориями людей, которые имеют законное право носить оружие, являются владельцы разрешений на самооборону, магистраты, депутаты парламента, военнослужащие и некоторые категории дипломатов. Во всех случаях требуется предварительная психологическая оценка.
Кроме того, ножи и кинжалы могут допускаться в определённых условиях (лезвие длиной более 15 см и шириной не менее 0,4 см, двойной край вдоль всего лезвия и т. д.) считаются оружием и имеют порядок, аналогичный огнестрельному оружию.
Для того чтобы охотник получил лицензию на владение охотничьим ружьём, он должен провести определённое «время практики» с профессиональным охотником. Для получения разрешения на самооборону необходимо находиться под защитой свидетелей. Спортивные и коллекционные лицензии требуют членства в спортивном стрелковом клубе или ассоциации коллекционеров соответственно.
Количество боеприпасов, которыми можно владеть, регулируется типом разрешения. Спортивные разрешения позволяют иметь 1000 одинаковых патронов на ружьё; охотничьи разрешения позволяют иметь 300 одинаковых патронов на ружьё; разрешения на самооборону позволяют иметь 50 пулевых патронов и 50 холостых патронов на ружьё; разрешения коллекционеров не допускают частной собственности на боеприпасы.
Запрещаются взрывное оружие и боеприпасы, полностью автоматическое оружие, оружие, замаскированное под другой объект, бронебойные боеприпасы и смертоносное оружие, не подпадающее ни под одну из категорий, определённых законом.
Тип оружия также регулируется разрешением. Ниже приводится сокращённая версия таблицы с подробным описанием ограничений по видам смертоносного оружия и разрешений для гражданских владельцев. Обратите внимание, что для коллекционеров запрещено короткое оружие, разработанное после 1945 года, в то время как для разрешений на самооборону разрешено только не смертельное оружие.
Запрещается использовать или носить оружие с начальной скоростью более 10 кДж, если «ствол оснащён устройствами, предназначенными или приспособленными для уменьшения отдачи».
| Тип оружия | Охотничье | Спортивное | Коллекционное |
| --- | --------- | ---------- | ------------- |
| Короткоствольное, оружие центрального воспламенения, такое как пистолеты и револьверы                                                                 | Нет       | Да         | Да            |
| Длинноствольное полуавтоматическое оружие с ёмкостью магазина более 3 патронов                                                                        | Нет       | Да         | Да            |
| Длинноствольное полуавтоматическое оружие, которое сохраняет вид полностью автоматического оружия                                                     | Да        | Нет        | Да            |
| Длинноствольное полуавтоматическое оружие с ёмкостью магазина не более 3 патронов, которое не может быть модифицировано для хранения более 3 патронов | Да        | Да         | Да            |
| Длинноствольное, гладкоствольное полуавтоматическое и ручное оружие длиной не более 60 см                                                             | Да        | Да         | Да            |
| Короткоствольное, однозарядное оружие центрального воспламенения длиной не более 28 см                                                                | Нет       | Да         | Да            |
| Короткоствольное, скорострельное однозарядное, полуавтоматическое и магазинное оружие                                                                 | Нет       | Да         | Да            |
| Однозарядные винтовки центрального воспламенения | Да        | Да         | Да            |
| Однозарядное гладкоствольное оружие длиной не менее 28 см                                                                                             | Да        | Да         | Да            |
Отметим, что существуют и другие ограничения на получение оружия по спортивно-стрелковой лицензии.
Несовершеннолетние (от 14 лет и старше) также могут пользоваться оружием при условии, что они находятся под наблюдением лица, имеющего лицензию на ношение оружия. Тем не менее, они не могут владеть или носить его до 18 лет.
Использование оружия для самообороны допускается только в том случае, если оружие является крайним вариантом.

#### Словакия
Владение оружием в Словакии регулируется главным образом законом 190/2003 (закон «Об оружии и боеприпасах»). Лицензия на огнестрельное оружие может быть выдана заявителю в возрасте не менее 21 года (18 лет для категории D, если у них есть действительное разрешение на охоту, 15 лет для представителя государства в спортивной стрельбе), без криминального прошлого, а также здорового здоровья и ума, который имеет веские основания для владения оружием, сдаёт устный экзамен, охватывающий аспекты закона «Об оружии», безопасного обращения и оказания первой помощи.
Лицензии выдаются в 6 категориях:
- категория A: Скрытое ношение для самообороны;
- категория B: Домашняя самооборона;
- категория С: Владение для рабочих целях;
- категория D: Длинноствольные ружья для охоты;
- категория E: Владение для спортивной стрельбы;
- категория F: Коллекционирование.

Лицензия на скрытое ношение выдаётся только в том случае, если полиция сочтёт это достаточным основанием. Из-за этого выдача этой лицензии может быть выдана на практике и варьироваться по всей Словакии в зависимости от позиции отдельного полицейского управления, выдающего лицензию. Это своего рода похоже на Калифорнию, какой-то отдел почти должен выдавать, другой нужен истинный достаточный повод (например, постоянная более чем средняя угроза, предыдущие нападения на заявителя, перевозка денег, бывшая служба в армии или правоохранительных органах, правовая осведомлённость заявителя, клиентура). Только около 2 % взрослого населения имеет эту лицензию.
Существует исключение для огнестрельного оружия с дульным зарядом без магазина, которое может быть приобретено без лицензии.

#### Словения
Владение оружием в Словении регулируется Законом «Об оружии» (Zakon o orožju), который согласован с директивами ЕС. Разрешение на ношение оружия выдаётся заявителям в возрасте не менее 18 лет, надёжным, не имеющим судимости и не отказывающимся от военной службы по соображениям совести, прошедшим медицинское освидетельствование и проверку на безопасность огнестрельного оружия. Для владения оружием должна быть указана конкретная причина: для охоты или стрельбы по мишеням заявитель должен предоставить доказательство членства в охотничьей или спортивной стрелковой организации; для инкассации заявитель должен организовать безопасное хранение с уровнем безопасности, зависящим от типа оружия; для самообороны заявитель должен доказать риск для личной безопасности в такой степени, что оружие необходимо.
Как и в большинстве государств — членов ЕС, владение огнестрельным оружием категории А запрещено; однако оно может принадлежать коллекционерам оружия при условии соблюдения соответствующих требований. Огнестрельное оружие должно храниться в запертом шкафу, а боеприпасы — отдельно. Скрытый перенос разрешён в особых обстоятельствах. Разрешение на оружие также требуется для пневматических пистолетов с начальной скоростью более 200 м/с (660 футов/с) или энергией 20 джоулей (15 футов⋅фунт).

#### Финляндия
Владение и использование огнестрельного оружия в Финляндии регулируется законом страны об огнестрельном оружии 1998 года. Оружие индивидуально лицензируется местной полицией, без ограничения количества лицензий, которые может иметь человек. Лицензии выдаются на рекреационное, выставочное или (при определённых обстоятельствах) профессиональное использование. Ни один вид оружия явно не запрещён, но лицензии выдаются только по определённой причине. Самооборона не принимается в качестве уважительной причины для приобретения лицензии на огнестрельное оружие. В общем, это исключает из непрофессионального использования все, кроме охотничьего и спортивного оружия. Полностью автоматическое оружие, как правило, не допускается. За исключением сотрудников правоохранительных органов, только специально обученные охранники могут носить заряженное оружие в общественных местах.
В ноябре 2007 года Финляндия обновила свои законы Об оружии в соответствии с директивой ЕС, устранив возможность 15-18-летних лиц иметь собственное разрешение, но возможность иметь двойную лицензию на уже лицензированное оружие с разрешения владельца лицензии остаётся в этой возрастной группе.
В 2011 году Комитет по конституционному законодательству пришёл к выводу, что люди старше 20 лет могут получить разрешение на полуавтоматическое оружие; люди должны демонстрировать непрерывную деятельность в области спортивного оружия в течение двух лет, прежде чем они смогут получить лицензию на владение своим собственным оружием.

#### Франция
Во Франции для приобретения любого огнестрельного оружия необходима охотничья лицензия или лицензия на спортивную стрельбу.
В сентябре 2015 года огнестрельное оружие было разделено на четыре категории, которые определяют правила, применимые к его владению и использованию. Огнестрельное оружие категории С можно приобрести с охотничьей лицензией, либо спортивно-стрелковое с медицинской справкой. Категория С включает в основном однозарядные дробовики и однозарядные или ручные ружья-пулемёты (включая винтовки с центральным воспламенением, для охоты или стрельбы по мишеням). Приобретённое на законных основаниях оружие категории С может храниться без использования, даже если оно больше не имеет лицензии на охоту или спортивную стрельбу.
Огнестрельное оружие категории B доступно только для спортивных стрелков, имеющих лицензию не менее 6 месяцев, с медицинским сертификатом, без каких-либо обвинительных приговоров, и дополнительно требует не менее трёх сеансов стрельбы с инструктором. После этого в местной полицейской администрации может быть запрошено специальное разрешение на покупку и хранение, действительное в течение 5 лет с возможностью продления. Такое оружие может быть использовано только для спортивной стрельбы на стрельбище, но не для охоты. Категория B включает в себя все винтовки штурмового типа, такие как АК-47/АКМ, АК-74 или АР-15/М16/М4, и любое аналогичное оружие, даже если оно заряжено патронами кольцевого воспламенения (.22 ЛР). Очевидно, что они также должны быть только полуавтоматическими. Все пистолеты, включая пистолеты «кольцевого воспламенения», классифицируются как оружие категории В. Незаконное владение оружием категории В после истечения срока действия не возобновлённого специального разрешения: оружие должно быть утилизировано (продано в оружейный магазин или уничтожено, например).
Пневматическое оружие, включая пистолеты, свободно доступны взрослым в качестве оружия категории D при условии, что их энергетический уровень не превышает 20 джоулей (ранее 10 джоулей). Типичные уровни энергии 6 джоулей для спортивного пистолета и 7,5 джоулей для спортивных ружей. Винтовка с оптическим прицелом может производить 15 или 16 Дж. Пневматическое оружие, стреляющее неметаллическими гранулами и не превышающее 2 джоулей энергии, считается игрушкой, а не оружием, и поэтому исключается из правил огнестрельного оружия.
Также в свободном доступе, в категории D, находятся защитные перечные баллончики ёмкостью не более 75 г. Распылители большей мощности считаются наступательным оружием, а не оборонительным, и поэтому классифицируются как категория B, требующая специального разрешения.
Человек не может владеть более чем 12 видами огнестрельного оружия, а также не может владеть более чем 10 магазинами и 1000 патронами на одно огнестрельное оружие. Лицам, «подвергающимся исключительному риску для своей жизни», может быть выдана лицензия на ношение оружия сроком на один год, позволяющая иметь при себе не более 50 патронов. Однако такие разрешения крайне редки, поскольку государство обычно настаивает на предоставлении полицейской защиты в таких случаях. С ноября 2015 года сотрудники полиции имеют право носить служебное оружие и во внеслужебное время.

#### Хорватия
Хорватия выдаёт разрешения на огнестрельное оружие для самообороны, охоты, спортивной стрельбы:
- Разрешение на охоту требует наличия сертификата, свидетельствующего об успешной сдаче охотничьего экзамена.
- Для получения спортивных разрешений требуется сертификат, выданный организацией по стрельбе по мишеням об активном членстве.
- Разрешение на самооборону требует наличия свидетельства о способности владеть, носить и надлежащим образом использовать оружие, выданного компетентным органом Министерства внутренних дел, назначенным министром внутренних дел.

Каждое разрешение также требует, чтобы заявитель был не моложе 18 лет, не совершал преступления, прошёл медосмотр. Также не должно быть никаких других обстоятельств, указывающих на то, что оружие может быть использовано во вред (например, история алкоголизма).
В Хорватии зарегистрировано 266 885 единиц (или 6,4 на 100 человек) зарегистрированного огнестрельного оружия, принадлежащего 103 903 лицам, из которых 132 131 может быть скрыто пронесено в общественных местах.

#### Чехия
Чехия отличается от других стран ЕС тем, что подавляющее большинство владельцев оружия (240 из 300 тыс.) владеет своим огнестрельным оружием в целях защиты жизни и имущества. Кроме того, в Чешской Республике действует система выдачи разрешений на скрытое ношение оружия, в соответствии с которой каждый владелец лицензии на самооборону может иметь при себе до двух скрытых единиц огнестрельного оружия, готовых к немедленному применению (патрон в патроннике). Чехия имела более высокий уровень лицензий на скрытое ношение оружия на душу населения, чем США до 2010 года, несмотря на относительно низкий уровень владения оружием.
Лицензии на оружие могут быть получены путём сдачи экзамена на владение оружием, медицинского осмотра и отсутствия судимостей (чистой криминальной истории). Хотя общий уровень владения огнестрельным оружием остаётся относительно низким, способность законно владеть и носить огнестрельное оружие обычно рассматривается как символ свободы наряду с такими понятиями, как свобода слова и свободные выборы. Это иллюстрируется историческим опытом Чехии по запретам на огнестрельное оружие, которые имели место только при нацистских и коммунистических диктатурах (а в последнее время также и при запрете оружия ЕС).
Преступления с законно принадлежащим огнестрельным оружием редки, с 45 зарегистрированными инцидентами в 2016 году, 17 из которых были «опасными угрозами» (по сравнению с общим числом более 800 000 законно владеющих огнестрельным оружием). Законы Об оружии не были проблемой до Директивы ЕС 2016 года (см. выше), которая привела к предложению об обеспечении прав чешских граждан на оружие путём принятия конституционной поправки, которая сделает владение огнестрельным оружием в стране вопросом национальной безопасности, тем самым выведя его за рамки законодательства ЕС. Однако это положение не было одобрено Сенатом чешского парламента. Чешское правительство подало иск в Европейский суд против новой директивы ЕС, ограничивающей владение огнестрельным оружием. В октябре 2017 года петиция против запрета оружия ЕС, подписанная более чем 100 000 гражданами, была обсуждена во время публичных слушаний в Сенате.
В феврале 2018 года Министерство внутренних дел предложило внести поправки в действующее законодательство об оружии и боеприпасах в соответствии с директивой ЕС. Процесс утверждения закона был приостановлен в парламенте вплоть до решения Европейского суда. Между тем, в январе 2019 года Министерство внутренних дел представило проект предложения о совершенно новом законе Об огнестрельном оружии, который будет соответствовать требованиям директивы ЕС, уважая традицию владения гражданским огнестрельным оружием в стране.

#### Швеция
Владение оружием в Швеции регулируется законом Vapenlagen 1996:67 (буквально закон «Об оружии»), изменённым указом об оружии Vapenförordningen 1996:70 и FAP 551-3 / RPSFS 2009:13. Полиция выдаёт лицензии лицам старше 18 лет, имеющим хорошую репутацию, на основании «необходимости владения», что обычно подразумевает либо охоту, либо спортивную стрельбу. Требуется сдача охотничьего экзамена или членство в утверждённом спортивном стрелковом клубе в течение шести месяцев. Лицензии на полуавтоматические пистолеты выдаются на пять лет и могут быть продлены, лицензии на винтовки и однозарядные пистолеты действительны в течение всего срока службы владельца. Обладатели лицензии могут предоставить оружие лицу, достигшему 15-летнего возраста, для контролируемого использования.
Для каждого конкретного огнестрельного оружия, комплекта для переоборудования калибра или глушителя требуется отдельная лицензия. Нет никакого кодифицированного ограничения на количество лицензий, которые может иметь человек, но на практике владелец лицензии может владеть до шести охотничьих ружей, десяти пистолетов или смесью из восьми винтовок и пистолетов. Огнестрельное оружие должно храниться в специальном сейфе. Огнестрельное оружие, зарегистрированное для охоты, может использоваться для спортивной стрельбы, но не наоборот. Лицензии, полученные на охоту, неявно ограничиваются затворами или, реже, полуавтоматическими винтовками, которые «применимы для охоты», без строгого определения последнего в законах, что вызывает споры.
Самооборона с огнестрельным оружием, как и ношение, вообще запрещена. Разрешение на ношение оружия может быть выдано полицией при очень особых обстоятельствах, таких как непосредственная и доказанная угроза жизни. Перевозка незаряженного огнестрельного оружия разрешается на разрешённые стрельбища или охотничьи угодья и с них.
Коллекционеры огнестрельного оружия должны иметь чётко выраженное разграничение своего интереса к коллекционированию (например, британские пистолеты времён до Второй мировой войны). Полиция может потребовать принятия мер безопасности при хранении коллекции. Коллекционеры могут запросить ограниченное по времени разрешение на разрядку своего оружия. Огнестрельное оружие, изготовленное до 1890 года и не использующее запечатанные патроны, не подпадает под действие закона «Об оружии».

### Исландия
В Исландии для владения огнестрельным оружием требуется лицензия. Национальный государственный курс безопасности должен быть пройден до подачи заявки на получение лицензии. Для владения пистолетом требуется специальная лицензия, которая может использоваться только для стрельбы по мишеням на лицензированном расстоянии. Полуавтоматическое огнестрельное оружие имеет ограничения калибра, в то время как полностью автоматическое огнестрельное оружие разрешено только для коллекционеров.
Заявители должны пройти обязательную четырёхчасовую лекцию на тему «История и физика огнестрельного оружия». Документы должны быть поданы в полицию, магистрат и Агентство по охране окружающей среды Исландии. Кандидаты должны доказать отсутствие судимости, должны быть оценены врачом, чтобы доказать, что они «в здравом уме» и имеют «достаточно хорошее зрение». Необходимо прочитать две книги, относящиеся к оружию, и пройти трёхдневный курс. Заявитель должен набрать не менее 75 % на экзаменах по безопасности оружия и знанию, «на каких животных разрешено охотиться и когда». Наконец, необходимо сдать практический экзамен. После того как исландцы получат лицензию, им нужно иметь оружейный сейф для хранения оружия, а также отдельное место для хранения боеприпасов.
На каждые три человека в стране приходится примерно одно ружьё, которое используется в основном для охоты и соревновательной стрельбы. С января по июль 2019 года в Исландии было зарегистрировано 394 дробовика, 785 винтовок и 208 пистолетов. В общей сложности полицейские подсчёты на оружие в Исландии включают около 40 000 дробовиков, 25 000 винтовок и 3600 пистолетов по состоянию на июль этого года.

### Монако
Закон Монако делит огнестрельное оружие на две категории:
- оружие категории А, включая ручное оружие, полуавтоматическое огнестрельное оружие и патроны центрального воспламенения, требует членства в стрелковом клубе Монако, свидетельства о пригодности и об умении обращаться с запрашиваемым оружием, а также об отсутствии лечения в психиатрическом отделении в прошлом;
- оружие категории В — это охотничье оружие, которое не требует лицензирования, если только оно не импортируется.

### Норвегия
Огнестрельное оружие в Норвегии регулируется Законом об огнестрельном оружии (Firearm Weapons Act), а новый вторичный закон, вступивший в силу 1 июля 2009 года, способствует дальнейшему регулированию. Лицензия на огнестрельное оружие для винтовок или дробовиков может быть выдана полицией «трезвым и ответственным» лицам в возрасте 18 лет и старше, которые могут документально подтвердить необходимость в оружии. Для этого обычно требуется сначала получить лицензию на охоту или спортивную стрельбу. Для пистолетов минимальный возраст владения составляет 21 год. Огнестрельное оружие или его жизненно важные компоненты должны надёжно храниться в резиденции, и полиция может проводить проверки после уведомления за 48 часов.

### Россия
Российские граждане, достигшие 21-летнего возраста, могут получить лицензию на огнестрельное оружие после посещения занятий и сдачи экзамена по безопасному обращению с оружием. Разрешение на ношение и хранение (за исключениям оружия, оформленного как коллекционное) действительно в течение пяти лет и может быть продлено. Огнестрельное оружие может быть приобретено для самообороны, охоты, занятий спортом и коллекционирования. Первоначально покупки ограничены длинным гладкоствольным огнестрельным оружием и пневматическим оружием с дульной энергией до 25 джоулей (18 футов ⋅ фунт). После пяти лет владения огнестрельным гладкоствольным длинноствольным (оформленным как охотничье оружие) может быть приобретено огнестрельное нарезное длинноствольное оружие. Для граждан, достигших 21 года, по отдельной лицензии для владения и ношения разрешены травматические пистолеты (ОООП), нарезные только для спорта (с хранением в тире) и ЧОП. Магазины ёмкостью более 10 патронов запрещены, за исключением газовых пистолетов и спортивного применения. Приспособления бесшумной стрельбы (ПБС) (ГОСТом не установлено, что является ПБС) запрещены для установки на оружие. Человек не может иметь более двух травматических пистолетов, пяти дробовиков и пяти винтовок, за исключением случая, если человек получил лицензию коллекционера.
В 2014 году Россия немного смягчила закон «Об оружии», разрешив ношение незаряженного и скрытого огнестрельного оружия в целях самообороны.

### Беларусь
Граждане Беларуси имеют право приобретать оружие с 18 лет, после получения в органах внутренних дел разрешения на приобретение конкретного вида и типа оружия. Гражданское огнестрельное оружие должно исключать ведение стрельбы очередями и иметь ёмкость магазина (барабана) не более 10 патронов. Механические распылители, аэрозольные и другие устройства, снаряжённые веществами слезоточивого или раздражающего действия, электрошоковые устройства и искровые разрядники, пневматическое оружие с дульной энергией не более 7,5 джоулей регистрации не подлежат и приобретаются без получения разрешения. Общее количество приобретённого гражданином охотничьего огнестрельного оружия с нарезным стволом, охотничьего огнестрельного комбинированного оружия не должно превышать двух единиц, охотничьего огнестрельного гладкоствольного оружия — трёх единиц, охотничьего метательного оружия — двух единиц, за исключением случаев, когда указанные виды оружия являются объектом коллекционирования.
На территории Беларуси запрещается оборот в качестве служебного и гражданского оружия и боеприпасов огнестрельного оружия травматического действия и травматических патронов, за исключением их транзитного перемещения через таможенную границу Евразийского экономического союза в Республике Беларусь с разрешения органов внутренних дел.

### Северная Македония
Для получения лицензии на огнестрельное оружие в Северной Македонии необходимо быть не моложе 18 лет, быть трудоспособным, здоровым, не представлять опасности для общественного порядка, иметь постоянное место жительства, обладать техническими знаниями об оружии и связанных с ним правилах и иметь обоснованные основания для приобретения оружия, например:
- доказательство, что чья-то жизнь или имущество находятся в опасности;
- активное членство в охотничьих или стрелковых ассоциациях и сдача определённого охотничьего экзамена;
- коллекционирование оружия;
- законное наследование оружия;
- получение оружия в качестве награды от государства или во время соревнований по стрельбе из лука.

Полностью автоматическое огнестрельное оружие запрещено. Ношение огнестрельного оружия в общественных местах запрещено.

### Сербия
Сербия имеет законы об оружии и занимает второе место по количеству оружия на душу населения с сильной культурой оружия, особенно в сельских районах, с примерно одним миллионом оружия в законном обращении. Оружие регулируется Законом «Об оружии и боеприпасах» (Zakon o oružju i municiji).
Люди старше 18 лет могут владеть огнестрельным оружием с разрешением, в котором отказывается лицам с криминальным прошлым, психическим расстройством или историей злоупотребления алкоголем или запрещёнными веществами. Осуществляется тщательная проверка соискателя полицией, принимающей окончательное решение. Огнестрельное оружие должно храниться в безопасном месте и может быть конфисковано полицией, если владелец будет признан безответственным.
Винтовки, дробовики и пистолеты могут принадлежать с соответствующим разрешением, хотя лицензирование для пистолетов строго. Наличие разрешения на владение огнестрельным оружием само по себе не позволяет владельцу носить огнестрельное оружие где-либо вне дома, независимо от того, скрыто оно или нет. Владелец может перевозить своё огнестрельное оружие в любое время при условии, что оно не заряжено. Разрешение на скрытое ношение пистолетов требует доказательства непосредственной угрозы, и полиция принимает окончательное решение. Поэтому разрешения на скрытое ношение получить трудно. Нет никаких ограничений на количество огнестрельного оружия, которым можно владеть, хотя каждая сделка с оружием регистрируется полицией. Так же нет ограничения по калибру. Полностью автоматическое огнестрельное оружие и глушители запрещены для гражданских лиц. Автоматическое огнестрельное оружие разрешено приобретать и использовать компаниям, предоставляющим охранные услуги. Люди старше 18 лет могут покупать и носить электрошокеры и электрические транквилизаторы без разрешения. Человек старше 16 лет может иметь OC-спрей. Нет никаких ограничений относительно ёмкости магазинов, которые могут быть приобретены. Боеприпасы могут быть куплены только того калибра, которым владеет собственник оружия. Переоборудование боеприпасов разрешено только тем, кто сдал экзамен по обращению со взрывчатыми веществами. Старое огнестрельное оружие (произведённое до 1900 года), исторически значимое огнестрельное оружие, а также огнестрельное оружие с чёрным порохом (все предметы категории С) могут быть приобретены без какого-либо разрешения.
Сербия имеет свою собственную гражданскую оружейную и боеприпасную промышленность: Zastava Arms, Prvi Partizan, и Krušik.

### Турция
Турция ограничена в плане законов о контроле над оружием. Автоматическое и полуавтоматическое огнестрельное оружие «запрещено к гражданскому владению (без каких-либо или ограниченных исключений)», и в отношении любой заявки «от заявителя может быть запрошено медицинское свидетельство, подтверждающее, что он способен обращаться с огнестрельным оружием и что у него нет никаких психологических или физических препятствий». Фоновые проверки являются обязательными, и для выдачи лицензий требуется «подлинная причина».
Гражданские лица должны дополнительно обратиться через полицию за разрешением на ношение пистолета или лицензией на ношение винтовки (последняя также требует лицензии на охоту). Они должны иметь специальную причину до подачи заявки, и лицензии на перенос стоят дорого. Специальные профессии, такие как полицейские, военнослужащие, судьи, прокуроры и высокопоставленные политики, имеют свою собственную пожизненную лицензию от правительства и могут обращаться за бесплатными лицензиями на ношение пистолета и винтовки.

### Украина
Украина — единственная европейская страна, не имеющая законов об огнестрельном оружии. Оборот оружия определяется приказом Министерства внутренних дел № 622. Лицензия на огнестрельное оружие может быть выдана гражданам, которые отвечают возрастным требованиям (21 год — для гладкоствольного длинноствольного оружия, 25 лет — для нарезного длинноствольного оружия, 18 лет — для пневматики, холодного оружия и охолощённого оружия), не имеют судимости или истории домашнего насилия или психических заболеваний. Короткоствольное нарезное огнестрельное оружие запрещено к гражданскому обороту (кроме наградного). Короткоствольное оружие несмертельного действия (травматическое) разрешено к обороту только для отдельных категорий граждан (судьи, прокуроры, журналисты и т. п.).
Все огнестрельное оружие должно храниться незаряженным в сейфе. Лицензия на хранение и ношение оружия выдаётся сроком на 3 года. Количество оружия которое может иметь гражданин не ограничено. Количество боеприпасов для граждан не ограничено, но продаётся только по разрешению на хранение и ношения оружия и только того калибра которое есть в разрешении. Релоадинг гладкоствольных патронов разрешён. Релоадинг нарезных патронов запрещён.
Граждане, желающие приобрести оружие, должны пройти курсы по основам украинского законодательства об оружии, его техническому устройству и правилам безопасного обращения с оружием, а также практической стрельбе. Организация соответствующих курсов возложена на органы внутренних дел. Для получения разрешения на ношение оружия граждане подают заявление по установленной форме, справку об окончании соответствующих курсов, проходят медицинское освидетельствование, проверку органов внутренних дел.
Статья 263 Уголовного кодекса Украины гласит, что за незаконное ношение, хранение и сбыт огнестрельного оружия, взрывчатых веществ и боеприпасов человеку грозит от 3 до 7 лет лишения свободы.
Разрешения на оружие не выдаются, а выданные аннулируются, в случаях наличия:
- справки (заключения) медицинского учреждения о том, что человек не может владеть оружием по состоянию здоровья;
- решения суда о признании его недееспособным, частично дееспособным или о признании пропавшим без вести;
- сведений о систематических нарушениях лицом правил оборота оружия, общественного порядка, постановке на учёт и лечении от алкоголизма, употреблении наркотических средств или психотропных веществ без назначения врача;
- приговора суда об осуждении лица к лишению свободы;
- непогашенной или не снятой в установленном порядке судимости за тяжкие преступления, а также преступления, совершённые с применением оружия или взрывных устройств;
- определения суда о направлении на отбывание лишения свободы условно осуждённого с отсрочкой исполнения приговора или определение суда о замене незаслуженного срока исправительных работ приговором о лишении свободы.

Разрешение на хранение и ношение оружия может быть приостановлено в случае, если гражданин проходит по уголовному делу в качестве подозреваемого.
Перечень заболеваний и физических дефектов, при наличии которых разрешение на ношение оружия не выдаётся, утверждается Кабинетом министров Украины.
Иностранцы имеют право приобретать гражданское оружие, боеприпасы и боеприпасы по разрешениям, выданным органами внутренних дел на основании ходатайств дипломатических представительств или консульских учреждений государств, гражданами которых они являются, а также министерств и других центральных органов исполнительной власти Украины, при условии вывоза такого оружия из Украины не позднее чем через 5 дней после приобретения. Иностранцы, получившие свидетельства о постоянном проживании в Украине, имеют право приобретать оружие в порядке, установленном для граждан Украины. Охотничье и спортивное оружие может быть ввезено иностранцами в Украину с соответствующего разрешения органов внутренних дел и охотничьих договоров, заключённых с охотничьими хозяйствами или приглашающими министерствами и другими центральными органами исполнительной власти для участия в спортивных соревнованиях.
Следует отметить, что ввиду отсутствия законов об оружии, юридически в Украине свободный оборот оружия. И хотя ККУ предусматривает наказания за незаконные действия (оборот, ношение и так далее) с оружием, отсутствие закона об оружии даёт возможность оспаривать запреты на оружие и действия с ним. Показательно в этом отношении «дело оружейника Дубровского» — первое дело с решением в пользу владельца оружия. Суд вернул прокурору обвинительный акт, поскольку в акте не был указан закон, нарушенный обвиняемым. Все изъятое оружие было возвращено владельцу, дело развалилось и стало первым в своём роде, за которым последовали новые аналогичные решения судов.

### Швейцария
Владение оружием в Швейцарии относительно высоко по сравнению с большинством европейских стран. Доля швейцарских домохозяйств, содержащих хотя бы одно огнестрельное оружие, по данным 2016 года, составила 24,45 %. По данным GunPolicy.org, этот показатель ниже, чем в Германии, Франции и Австрия, хотя, стоит учесть что и ополченцы получают огнестрельное оружие. Швейцарцы имеют мужской призыв на военную службу. Референдум в 2011 году по призыву к принудительному хранению военного оружия на военных объектах потерпел поражение. Оружие может добровольно храниться в местном оружейном складе, и больше не существует обязанности хранить оружие дома.
Швейцарский Федеральный закон «Об оружии, принадлежностях к оружию и боеприпасах» (WG, LArm) от 20 июня 1997 года преследует цели (Статья 1) борьбы с неправомерным использованием оружия, его принадлежностей, частей и боеприпасов. Он регулирует вопросы приобретения оружия, его ввоза на территорию Швейцарии, экспорта, хранения, владения, перевозки, транспортировки и брокерской деятельности. Он регулирует производство и торговлю оружием и направлен на предотвращение незаконного ношения боеприпасов и опасных предметов. Статья 3 гласит, что «право на приобретение, обладание и ношение оружия гарантируется в рамках настоящего закона».

## Океания
Огнестрельное оружие полностью запрещено для гражданского использования без исключений на Науру, Палау и Маршалловых островах. Фиджи приостановили действие всех лицензий на огнестрельное оружие в 2000 году, Острова Кука и Соломоновы острова сделали то же самое соответственно в 1999 и 1992 годах. Папуа — Новая Гвинея не выдаёт новые лицензии с 2000 года, но прежние все ещё действительны. Кирибати фактически сделала невозможным получение нового огнестрельного оружия, запретив его импорт..

### Австралия
Законы Об оружии в Австралии находятся под юрисдикцией правительств штатов, которые коллективно согласились провести реформы в Национальном Соглашении об огнестрельном оружии 1996 года. Штаты выдают лицензии на огнестрельное оружие для охоты, спортивной стрельбы, борьбы с вредителями, коллекционирования и для фермеров и сельскохозяйственных рабочих. Лицензии запрещены для осуждённых преступников и лиц с историей психического заболевания. Лицензии должны продлеваться каждые 3 или 5 лет (или 10 лет в Северной территории и Южной Австралии). Полные владельцы лицензий должны быть старше 18 лет; разрешения несовершеннолетнего позволяют использовать огнестрельное оружие под наблюдением взрослых тех, кто в возрасте до 12 лет в большинстве штатов.
Пистолеты могут быть получены первичными производителями (фермерами) в некоторых штатах, спортивными (стрельба по мишеням) стрелками и некоторыми охранниками после прохождения испытательного шестимесячного периода в стрелковом клубе. Полуавтоматические центральные огнестрельные винтовки любой ёмкости магазина и дробовики с ёмкостью более пяти патронов классифицируются как оружие категории D. В то время как полуавтоматические винтовки кольцевого воспламенения с ёмкостью менее десяти патронов или полуавтоматический/помповый дробовик классифицируются как категория C. лицензия может быть выдана людям, доказывающим подлинную потребность в таком оружии, например фермер или профессиональный стрелок занимается борьбой с дикими вредителями.
Спортивный стрелок может обладать любым количеством не полуавтоматических винтовок и не полуавтоматических/помповых дробовиков. Нет никаких ограничений на количество боеприпасов, которые могут быть приобретены действительным владельцем лицензии.

### Новая Зеландия
Законы Новой Зеландии об оружии включают закон Об оружии 1983 года, закон о поправках к оружию 1992 года и правила об оружии 1992 года, и основное внимание уделяется проверке владельцев огнестрельного оружия. Лицензия на огнестрельное оружие может быть выдана полицией заявителям, которые посещают лекцию по безопасности, проходят письменный тест по безопасности и оружейному кодексу и имеют безопасное хранение огнестрельного оружия и боеприпасов; полиция также опросит заявителя и две ссылки, чтобы убедиться, что заявитель соответствует требованиям и подходит для владения огнестрельным оружием. Наличие криминальных связей, истории бытового насилия, психической нестабильности или злоупотребления алкоголем или наркотиками почти всегда приводит к отказу в удовлетворении ходатайства. Неправильное поведение, связанное с огнестрельным оружием, обычно приводит к тому, что лицензия на огнестрельное оружие отзывается полицией. Даже имея лицензию, человек может владеть огнестрельным оружием только для определённой законной, надлежащей и достаточной цели, для которой политика полиции Новой Зеландии должна исключить самооборону, однако это не написано в законе Об оружии или вспомогательных положениях.
Владение некоторыми видами огнестрельного оружия требует более строгих процедур проверки, более высокого уровня безопасности хранения и «особых оснований» для получения оружия. Заявитель должен получить соответствующее одобрение на свою лицензию и разрешение на закупку до получения пистолетов, пулемётов или автоматов выборочного огня. После расстрела мечети в Крайстчерче в 2019 году парламент Новой Зеландии принял закон об ограничении полуавтоматического огнестрельного оружия и магазинов ёмкостью более 10 патронов, а также об амнистии и выкупе такого оружия.